# 大正ロマン
大正ロマン（たいしょうロマン）とは、大正時代の趣を伝える思潮や文化事象を指す言葉である。「大正浪漫」とも表記される。
大正期にみられる個人の解放や新しい時代への理想に満ちた風潮、和洋折衷の様式や新旧が融合した当時の大衆文化が、大正ロマンに当てはまる。これを源流にして創出された後世のポップカルチャーに対しても「大正ロマン」の語が適用されることがある。
大正ロマンという言葉は1960年代末から1970年代前半に広まったと考えられている。学術領域では恋愛や熱情といったロマン主義（明治浪漫主義）の流れを汲む、大正期の芸術を紹介するために使われた。
一方で後世から見てファッションや建築などが独自の文化であったため、レトロかつノスタルジックでロマンチックな大正のイメージを抽出した言葉としても受容されていった。似た言葉に「大正モダン」「大正レトロ」があるが、同義語としても使われる。

## 時代背景
「大正」は1912年7月30日から1926年12月25日までの日本の時代区分である。西洋先進国の産業革命の影響を受けて、明治期から工業化を進め、日清戦争、日露戦争での連勝を経て、帝国主義の国として欧米列強と肩を並べ「五大国」の一国となった時代である。
このことで経済は着実な発展を遂げ、流通や商業が飛躍的に進歩した。鉄道網の形成や汽船による水運が発達、これと並行して徐々に町や都市の基盤が形成され、さらに大正に入ってからは近郊鉄道の建設、道路網の拡大や自動車・乗合バスなどの都市内交通手段の発展により都市化が促進された。
録音や活動写真の出現、電報・電話技術の発達、そして新しい印刷技法による大衆向け新聞・書籍・雑誌の普及など、新しいメディアが台頭した。これにより文化・情報の伝播も飛躍的に拡大し、少女雑誌や婦人雑誌には流行風俗を反映した特集や叙情画が多数掲載された。

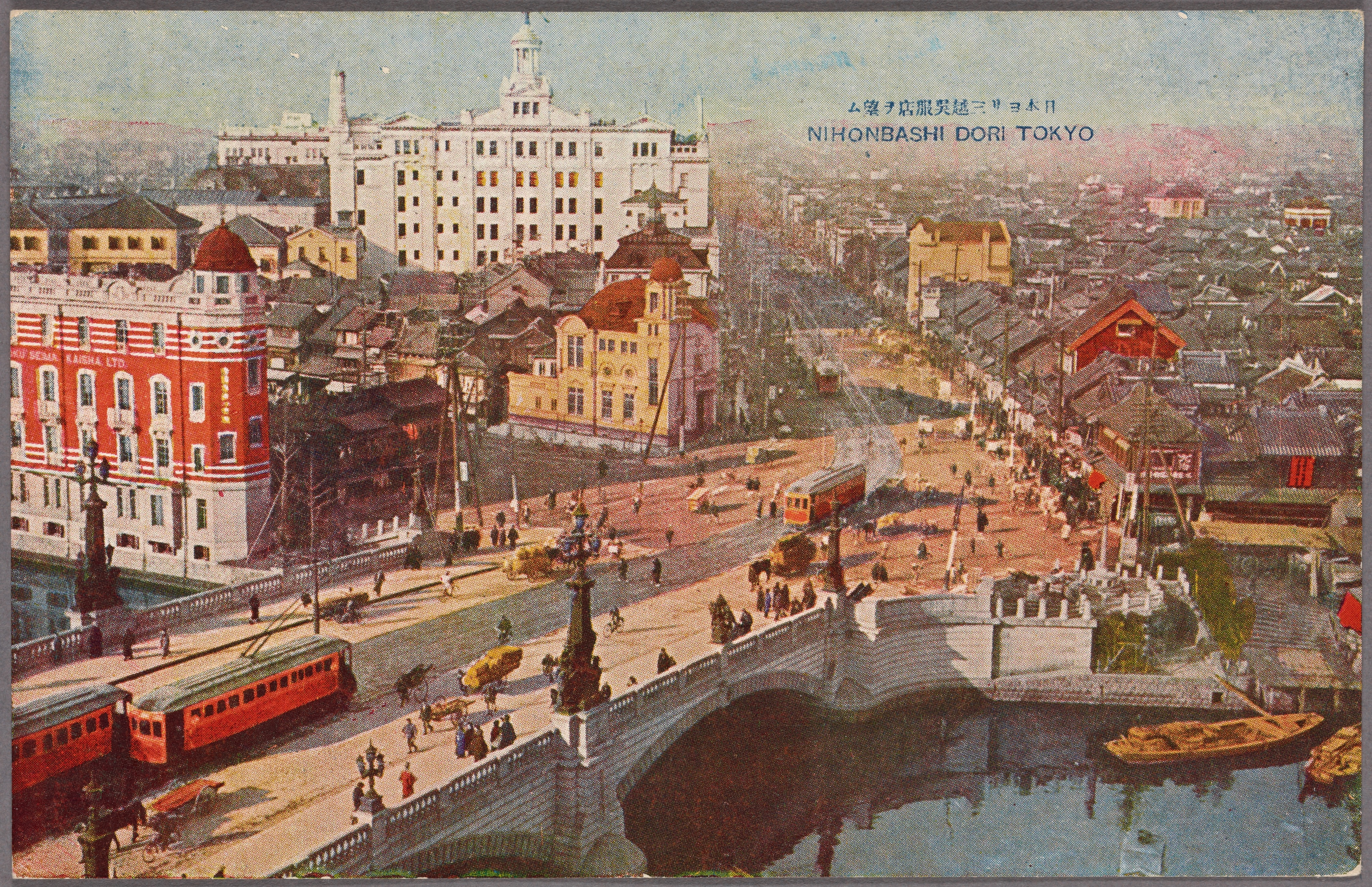
日本橋、左に帝国製麻、奥に三越呉服店（大正11年絵葉書）

戦勝によって債務国から債権国へ転換したことで、経済は爆発的に発展し、明治以降、経済の自由化とともに商人の立場が向上した。また、欧米から学んだ会社制度が発達していった。　そして、通貨「日本円」の国際化と旺盛な日本市場を狙って、ウェスティングハウス・エレクトリックやユニバーサル・ピクチャーズ、フォード・モーターなど欧米企業の進出が相次いだ。日英同盟を理由に参戦した第一次世界大戦で南洋諸島などが手に入り、それらの地の開拓も進められた。加えて主要な戦地であった欧州に代わり造船受注が拡大し、この時期に長崎や神戸などで現代にまで続く重工業企業の基盤が形成された。大戦景気や投機の成功で「成金」と呼ばれるような個人も現れ、立身出世の野望が実業の方面に向かっても開かれた。
中流層には「大正デモクラシー（民本主義）」が台頭し、一般民衆と女性の地位向上に目が向けられた。西洋文化の影響を受けた新しい文芸・絵画・音楽・演劇などの芸術が流布し、思想的にも自由と開放・躍動の気分が溢れ出した。特に都市を中心として、輸入物愛好、大衆文化や消費文化が花開いた。さらに一般人の洋装化を促す服装改善運動が提唱され、洋装の学生服を女学生が通学で着るなどの変化も始まった。百貨店も新しい文化の発信地となり、和装がほとんどであった女性層に鮮やかな着物や銘仙を販売した。

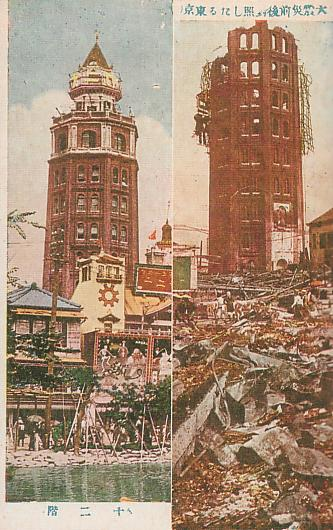
関東大震災で消滅した浅草十二階

しかし、後半に入ると大戦後の世界恐慌や関東大震災もあり、経済の激しい浮き沈みや国際交流の活発化の急激な変化に対応できないストレスが顕在化した。都市化と工業化は膨大な労働者階級を生み出し、国外の社会変革を求める政治運動に呼応した社会主義運動が大きなうねりとなって支配層を脅かした。加えて、スペイン風邪の流行や肺結核による著名人の死も時代に暗い影を落とした。知識人においては個人主義・理想主義が強く意識されるようになり、新時代への飛躍に心躍らせながら、同時に社会不安に通底するアンビバレントな葛藤や心理的摩擦もあった。大正時代の後期から昭和の時代にかけては、自由恋愛の流行による心中・自殺、そして作家、芸術家の間に薬物や自傷による自殺が流行した。大衆紙の流布とともにそれらの情報が増幅して伝えられ、時代の不安の上にある種の退廃的かつ虚無的な気分も醸し出された。
むしろこれらの事々のほうが「大正浪漫」に叙情性や負の彩りを添えて、人々をさらに魅惑させる側面もある。この背景には19世紀後半にヨーロッパで興った耽美主義やダダイスム、デカダンス等の影響もうかがえる。芸術活動には大正期新興美術運動が起こり、アール・ヌーヴォーやアール・デコ、表現主義など世紀末芸術から影響を受けたものも多い。あるいは政治思想である共産主義、アナキズムなどの「危険思想」が取り締まられ社会主義思想にも圧迫が加えられた。一方で、多くの地方の村落はまだまだ近代化から取り残されており、大正に至っても明治初期と変わらない封建的な生活が残っていた。
「大正ロマン」は、新しい時代の兆しを示す意味合いから、モダニズム（近代化）から派生した「大正モダン」という言葉と同列に扱われることもある。「大正モダン」と「大正ロマン」は同時代の表裏対立の概念である。在位の短い大正天皇の崩御により、震災復興などによる経済の閉塞感とともにこの時代は終わる。世界大恐慌で始まる昭和の時代に移るが、大正モダンの流れは止まることなく昭和モダンの時代へと引き継がれた。

## 歴史的事件・出来事と「大正ロマン」を象徴する文化事象

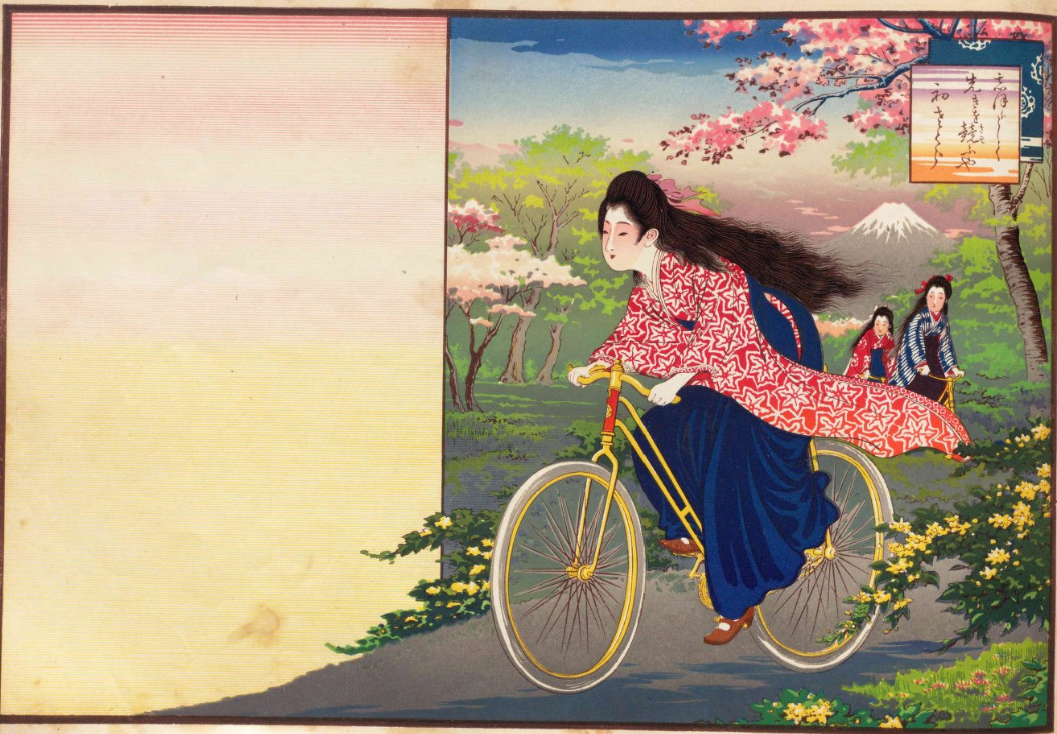
1900年（明治33年）に三浦環と木内キヤウが始めた自転車通学は、明治後期から大正前期の女学生を象徴するアイコンとなった。

国家主導で近代化政策が行われた明治期から進歩して、大衆が日常の生活文化に西欧文化を採り入れるようになったのが大正期である。旧来の習慣の上から「ハイカラ」「モダン」「新しい文化」関東大震災後に「新時代」と形容される事象が混在していったことで、大正ロマンの表象となる和洋折衷・新旧融合の特徴的な文化が生まれた。

### 1911年（明治44年）

#### この年の主なできごと
- 日米通商航海条約が調印され、日本の関税自主権が回復する（小村壽太郎）[18]
- 中国で辛亥革命が発生する[19]

#### 文化事象
- 「帝国劇場」完成[20]。日本最初の本格的洋風劇場。舞台機構のみならず、客へのサービスにおいても、客席を椅子席にし、喫煙室・化粧室・食堂・売店を設けるなど、従来の歌舞伎劇場とは一線を画していた[21]
- 帝劇完成記念公演で、『フラワー・バレー（フラワー・ダンス）』が披露される（日本で初めて演じられたバレエと言われる）[22]
- 平塚らいてうにより、文芸誌『青鞜』（青鞜社）創刊[c 1]。日本で最初の女流文芸同人誌[23]
- 西田幾多郎『善の研究』発表[24]
- 「カフェー・プランタン」が開業[c 1]。喫茶店文化とカフェの流行が始まる
- 文芸協会が、演劇研究所私演場でヘンリック・イプセンの『人形の家』（主演：松井須磨子）を上演。同作品の日本での初演。同年、帝国劇場で公演[25]
- 長谷川時雨の脚本による史劇『さくら吹雪』が歌舞伎座で初演[26]。長谷川は日本初の女性の歌舞伎作家となり、劇作家として地位を確立する[27]
- 橋口五葉、三越呉服店のポスター公募で当選した『此美人』が好評を博す[28]
- 金龍館で映画『ジゴマ』封切り。人気となり子供の間にジゴマごっこが流行したため、少年の犯罪を誘発するとして翌1912年に上映禁止措置が取られる[c 2][29][30]
- 久保万太郎、『三田文学』に小説『朝顔』、戯曲『遊戯』を発表して作家デビュー[31]
- 田村俊子、長編小説『あきらめ』が『大阪朝日新聞』の懸賞小説に1等当選して作家デビュー[32]
- 尾島菊子、小説『父の罪』が『大阪朝日新聞』の懸賞小説に入選、これが連載される[33]
- 大阪の実業家中村伊三郎が中心となり、阪神間の地域を別荘地として開発、「苦楽園」と称する。温泉もある別荘地として注目されて、昭和初期にかけて保養地としてにぎわう[34]

### 1912年（明治45年/大正元年）

#### この年の主なできごと
- 中華民国成立[35]
- 明治天皇の崩御及び大正天皇践祚[c 2][c 3]
- オリンピック日本初参加(第5回ストックホルム大会)[36]
  - マラソン競技に日本代表として金栗四三がレース参加[36]
- 「タイタニック号」遭難[37]
- 第一次バルカン戦争勃発[38]

#### 文化事象
- 活動写真（映画）会社の「日活」設立[39]
- 吉本吉兵衛（通称・泰三）・せい夫妻、「吉本興業」を設立[40]
- 美術団体「光風会」結成。発起人は、中沢弘光、山本森之助、三宅克己、杉浦非水、小林鐘吉、跡見泰、岡野栄[41]。
- 京都市電開通。日本で最初に路面電車を実用化したのは同じ京都の京都電気鉄道（1895年（明治28年）年）だったが、京都電気鉄道が狭軌だったのに対して、京都市電は標準軌[42]
- ジャパン・ツーリスト・ビューロー（のち日本交通公社。現：JTB）創立[43]
- 東海道・山陽線に展望車つき特急運行[44]
- 大阪「通天閣」開業[c 1][c 3]
- 有楽町に日本最初のタクシー運行[45]
- 『少女画報』（新泉社）創刊[46]
- 文芸協会が、ヘルマン・ズーダーマンの『故郷（戯曲）（英語版）』を上演するが、興行終了後、内務省より以後上演を禁止とする旨通達を受ける。理由は、最終幕が日本古来の道徳に反し、家庭道徳に悪影響を及ぼす、というもの[47]
- 岸田劉生が、最初の個展を開く[48]
- 岸田劉生、木村荘八、高村光太郎、斎藤与里、萬鉄五郎らが、「フュウザン会」を結成（翌年解散）[48]
- 藤島武二、岡田三郎助が、「本郷洋画研究所」を創立[49]
- 平塚らいてうが『新しい女』を連載[c 1][c 2]。「覚めたる女」「新しい女」が流行語になる[40]
- 帝劇歌劇部第1回公演で、歌劇『熊野（ゆや）』を上演。石井漠が初舞台を踏む[50]
- 帝劇の招きでジョヴァンニ・ヴィットーリオ・ローシー来日、帝劇歌劇部の主任教師に着任、帝劇のオペラを指導[50]
- 近代劇協会、文芸協会を退会した上山草人・山川浦路夫妻が、伊庭孝、柴田勝衛、杉村敏夫らとともに結成。坪内逍遥と森鷗外が顧問となる[51]
- 西條八十、日夏耿之介らが『聖盃』（のち『仮面』と改題）を創刊。以後、マラルメやメーテルリンクら広く海外文芸を紹介・論評[52]
- 大杉栄と荒畑寒村が、思想・文芸誌『近代思想』を創刊[53]

### 1913年（大正2年）

#### この年の主なできごと
- 第一次護憲運動の発生[c 2]
- 大正政変[c 2]
- 第2次バルカン戦争勃発[38]

#### 文化事象
- 島村抱月・松井須磨子を中心に、劇団「藝術座」を結成[54]。
- 中里介山『大菩薩峠』連載開始[c 1][55]
- 映画『里見八犬伝』『忠臣蔵』など公開[56][57]
- 第1回「宝塚観光花火大会」開催[58]
- 三越呉服店「国産化粧品展示販売会」開催[59]
- 高畠華宵、『講談倶楽部』（講談社）3月号に「新作浪花節逆賊ネロ」の挿絵を描く（挿絵デビュー）[60]。
- 「森永ミルクキャラメル」が発売[c 2][c 3][61]
- 両面盤レコードの国産第1号を発売（翌年から一般化しはじめる）[62]
- 北原白秋、処女歌集『桐の花』を刊行、『城ヶ島の雨』（作曲：梁田貞）を発表[63]
- 室生犀星、北原白秋主宰の『朱欒(ザムボア)』で詩を発表[64]
- 萩原朔太郎、北原白秋主宰の『朱欒』に『みちゆき』ほか5編の詩が掲載されて詩壇にデビュー[65]
- 阪急電鉄の小林一三が、兵庫県宝塚町（現宝塚市）に少女の唱歌隊を結成（宝塚歌劇団の発祥）[c 2][c 3][66]。

### 1914年（大正3年）

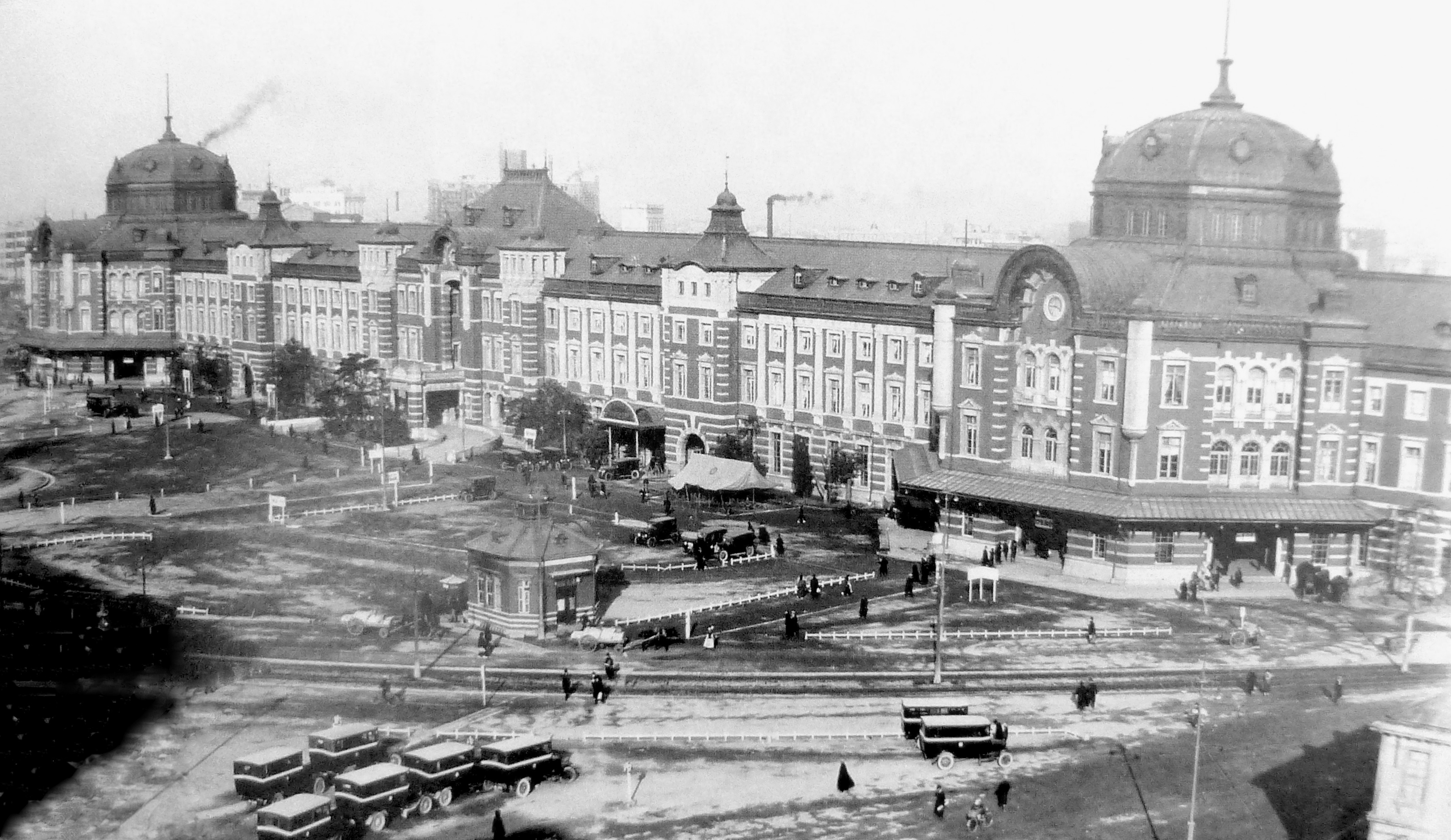
東京駅（1914年）

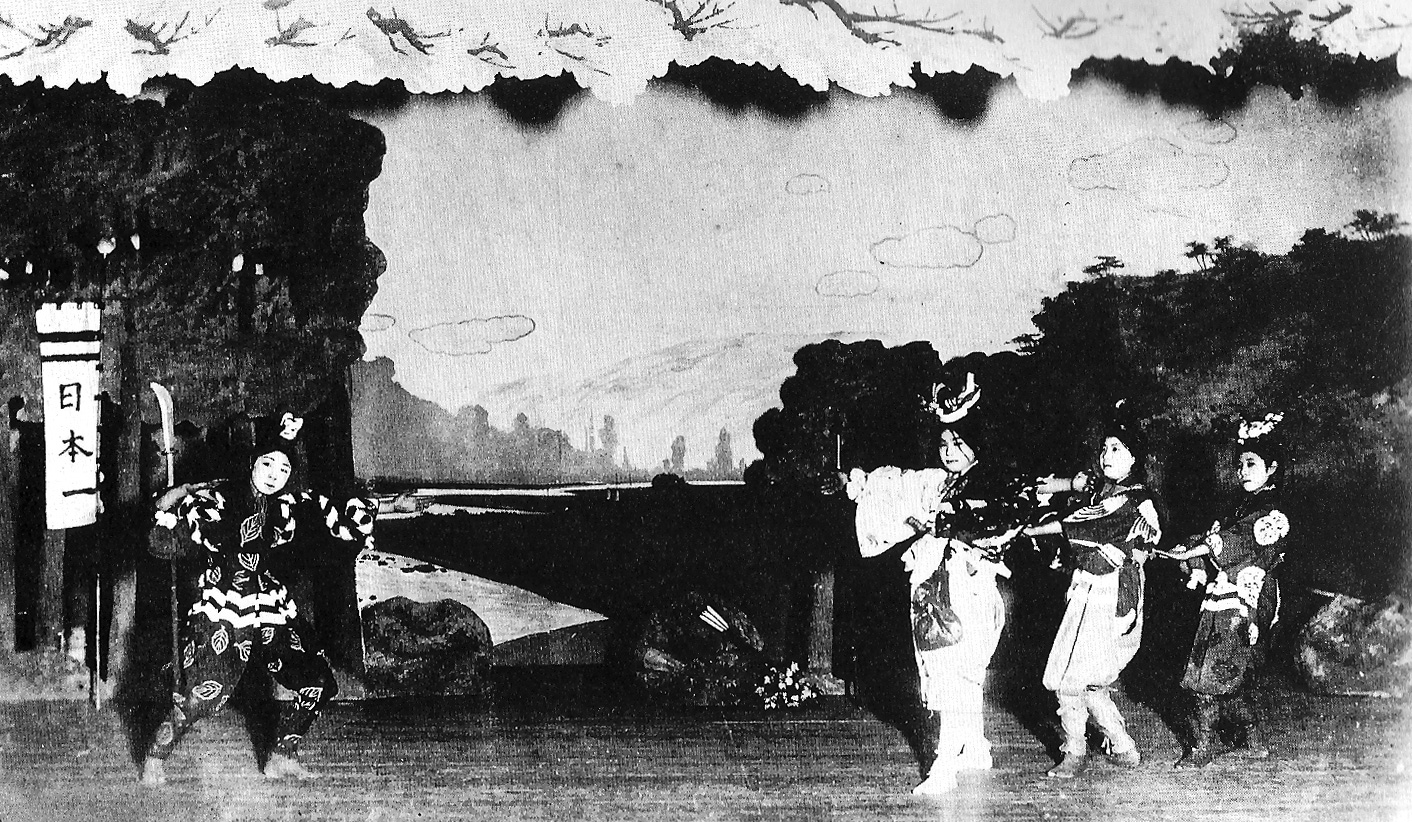
宝塚歌劇団歌劇『ドンブラコ』宝塚新温泉内パラダイス劇場（1914年4月）

#### この年の主なできごと
- 桜島の大噴火が発生。1月末には対岸の大隅半島と接続（桜島の大正大噴火）[67]。
- サラエボ事件が勃発し第一次世界大戦開戦[c 1][c 2][c 3]: オーストリアがセルビアに宣戦布告し勃発、日本が対独宣戦布告[68]

#### 文化事象
- 「東京駅」開業[c 1][c 2][c 3]
- 「宝塚少女歌劇（現在の宝塚歌劇団）」初演[c 1][c 2]。『ドンブラコ』（北村季晴作詞・作曲[69]）、『浮れ達磨』（吉丸一昌作詞、本居長世作曲[70]）を上演[71]
- 美術団体「二科会」発足[72]。第1回二科展が開催。当時勃興したキュビスムやフォービスムの画風を取り入れた作品が数多く展示される[73]
- 坂本繁二郎、二科会創立に参加し、第1回展に『海岸の牛[74]』を出品する。同年、国民美術協会第2回展に『人参畑』を出品する[75]
- 初のカラー長編映画『義経千本桜 吉野山道中』公開[c 1][76]
- 「東京ゴルフ倶楽部」創立[77]
- 上野で行われた「東京大正博覧会」[c 1][c 2]にてブラジル珈琲の宣伝、日本初のエスカレーター稼働[78]
- 『少年倶楽部』（大日本雄弁会）創刊[c 1][79]
- 藝術座の公演『復活』の劇中歌『カチューシャの唄』が大流行[c 1][80]
- 文芸雑誌『新思潮』の第3次刊行。山本有三、豊島与志雄、久米正雄、芥川龍之介、松岡譲、菊池寛らが創刊[81]高村光太郎、詩集『道程』を発表[82]
- 阿部次郎、『三太郎の日記』第1部を刊行[83]
- 竹久夢二、日本橋に「港屋」を開き、夢二デザインの品々を扱う[84]

### 1915年（大正4年）

#### この年の主なできごと
- 日本が中国に「対華21カ条要求」[c 2][c 3]
- 大正天皇即位の礼[85]
- 大戦景気（ - 1920年（大正9年））[c 1][c 2]

#### 文化事象
- 第1回「全国中等学校優勝野球大会」（現在の全国高等学校野球選手権大会）開催[86]
- 岡本一平、「東京漫画会」（後の日本漫画会）を設立[87]
- 「大阪市立動物園」開園[88]
- 「東京ステーションホテル」開業[89]
- 『新少女』（婦人之友社）創刊 - 少女の豊かで健全な生活と思想の育成に努め、美しい理想の雑誌づくりを目指した。[90]
- ピース楽譜（小曲一編だけを紙片1枚程度に納めた楽譜）の販売が始まる。蓄音機やレコードが高価で一般市民には購入が難しかった当時、音楽を楽しむツールとして出版された。中でも当時最大の発行部数を誇った「セノオ楽譜」（セノオ音楽出版社）の表紙デザインには、竹久夢二が装幀したものが多い[c 2][91]。
- 芥川龍之介、『羅生門』で文壇デビュー[c 1][92]。
- 日本初の自動車教習所「東京自動車学校」開校[93]
- 近代劇協会、アントン・チェーホフの『桜の園』を上演[94]
- 藝術座が帝国劇場公演で、イワン・ツルゲーネフの小説『その前夜（英語版）』を松井須磨子主演で舞台化、劇中歌『ゴンドラの唄』（吉井勇作詞、中山晋平作曲）が、松井により歌われた[c 3][95][96]
- 花柳はるみ、芸術座の『その前夜』で初舞台[97]
- 橋口五葉、版元渡辺版画店から『浴場の女[98]』を発表、以降は生涯木版画に取り組む[28]
- 第2回二科展開催。二科展における最初の取り締まりが行われる。安井曾太郎の計7点の裸婦像のうち『寝たる女[99]』『本を読む女』『黒き髪の女』の3点が特別室での公開とされ、梅原龍三郎の作品1点について、展覧会図録への収録は認められたものの、絵葉書の作成は禁じられた[73]

### 1916年（大正5年）

#### この年の主なできごと
- 葉山「日蔭茶屋事件」[c 1][c 2]

#### 文化事象
- 『婦人公論』創刊[c 1][c 2][c 3][100]
- 『少女号』（小学新報社/新報社）創刊。掲載作品は冒険小説、マンガ、お伽話、翻訳物語など幅広いジャンルにわたる。[101]
- 警察が永瀬義郎の裸体画（版画）のレストラン店内からの取り外しを命令し、新聞がこれを批判。警察は店内に飾るのは認めつつ、永瀬から版画の原版を没収[102]。
- 第3回二科展が三越呉服店で開催される。安井曾太郎『女』、硲伊之助『水浴』が、警視庁の取締の対象となり、特別室に展示される[103]
- 『青鞜』が休刊し、青鞜社が解散[104]
- 芸術座、レフ・トルストイの『闇の力』を上演[94]
- 文芸雑誌『新思潮』の第4次刊行。久米正雄、芥川龍之介、松岡譲、菊池寛らが再刊。芥川の『鼻』が夏目漱石の激賞を受け、全同人が文壇に登場[81]
- 帝劇の歌劇が財政難から上演の継続が困難となり、帝劇洋劇部が解散[105]。 これに伴い、ローシーが東京・赤坂にローヤル館を開場。旗揚げ公演はオッフェンバック『天国と地獄』[50]
- ローシーと対立して袂を分かったアーティストたちが浅草に活動の場を移し、「浅草オペラ」を形成[105][50]
- 倉田百三、雑誌『生命の川』に戯曲『出家とその弟子』を連載開始（翌年まで）[106]
- 大分県立大分第一高等女学校（現在の大分県立大分上野丘高等学校）の秋季大運動会の一種目としてサッカーが行われる（日本最古とみられる競技写真が残る）。大正期には、全国の女子中等教育機関でサッカーが行われていた[107][108]
- 女性飛行士、キャサリン・スティンソン来日（当時25歳）。「19歳」と紹介されたこともあって少女の共感を呼び、少女雑誌ではスターのような存在となる[109]

### 1917年（大正6年）

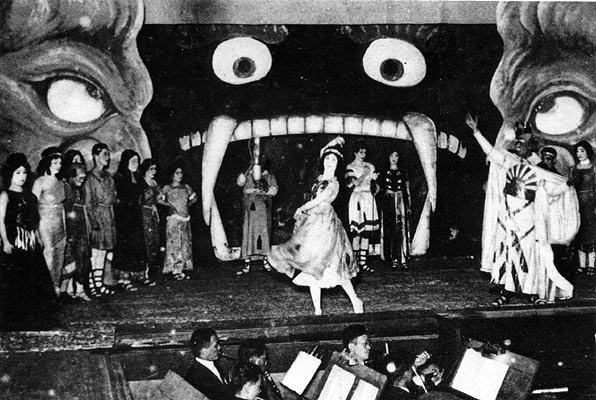
浅草オペラ『天国と地獄』（1917年-1919年ころ）

#### この年の主なできごと
- ロシア革命: ボリシェヴィキが武装蜂起し、十月革命（十一月革命）が起こる。ソビエト政権が樹立される[c 3][c 1][110]

#### 文化事象
- 雑誌『思潮』・『主婦の友』創刊[100]
- 「浅草オペラ」時代はじまる[c 1][c 3]。伊庭孝が、浅草・常盤座で自作の『女軍出征』を上演して大ヒット、浅草オペラの開幕となる[111][112]
- 澤田正二郎、芸術座を脱退して、倉橋仙太郎らと新国劇を結成[50]
- ローヤル館で『セビリャの理髪師』が、田谷力三ほかによって日本初演[113]
- 原信子、『原信子歌劇団』を創設、浅草オペラで活躍[114]
- 第4回二科展で、警視庁の命令によって、安井曾太郎の『少女』が会場から撤去され、同じく安井の『女』と坂本繁二郎の『髪を洗ふ』が販売目的での写真撮影が禁じられた[115]
- 第11回文展において、朝倉文夫の『時の流れ[116]』が、会場から撤去され、東京美術学校内の特別室に陳列される[117]
- 「各地の展覧会で裸体画の摘発」[要出典]
- 中島知久平が、「飛行機研究所」（後の「中島飛行機」）を設立[118]
- 「極東煉乳株式会社」（のちに明治乳業を経て、現在の明治）創立[119]
- 吉屋信子が『花物語』 (1924刊) を『少女画報』に連載開始、少女小説や童話の書き手として認められた[c 1][c 2][120]。
- 資生堂が、日本人により制作された最初の本格的香水「花椿」を発売[121]
- 有島武郎が、『カインの末裔』を発表。有島は「白樺派」の中心人物で、本作は彼の代表作。「白樺派」は、同人誌『白樺』に由来し、大正デモクラシーの影響を受けた自由かつ個人主義的な空気が強かった[122]
- 志賀直哉が『城の崎にて』を『白樺』に発表[123]
- 久保万太郎、初期の代表的小説『末枯(うらがれ)』を書き、文壇に認められる[124]
- 古賀春江、『鶏小屋』で二科展に初入選[125][126]
- 日本初のアニメ『サルとカニの合戦』公開（日活）[127]
- 速水御舟、『洛外六題』（1923年焼失）が横山大観、下村観山らに激賞され，日本美術院の同人に推挙される[128]
- 「今日は帝劇、明日は三越」が流行語になる[c 1][40]
- 『コロッケの唄』が流行。帝国劇場で上演された喜劇『ドッチャダンネ』で歌われたのち、浅草オペラの『カフェーの夜』で使われてヒットした[c 1][c 3][129]。この頃、「三大洋食（コロッケ、ビフテキ、トンカツ）」という考えが普及[130]
- 駒フィルム（1駒サイズの映画フィルム）の蒐集の流行が始まる。この年「活動写真興行取締規則」が施行され、この規則中の甲種乙種制度により、15歳未満の子どもは甲種映画を映画館で鑑賞できなくなった。これにより、廃棄された映画フィルムが切られて市場に出回り、子どもが買い集めるようになった。以後、大正期を中心に大流行する。なお、甲種乙種制度により子どもが見られる映画が非常に限定されてしまい、興行的に大打撃だった[131]
- 愛媛県の今治高等女学校（現在の愛媛県立今治北高等学校）で野球チームが、クラブ活動の一環として活動を始める。日本の女子野球のさきがけ[132][133][134]

### 1918年（大正7年）

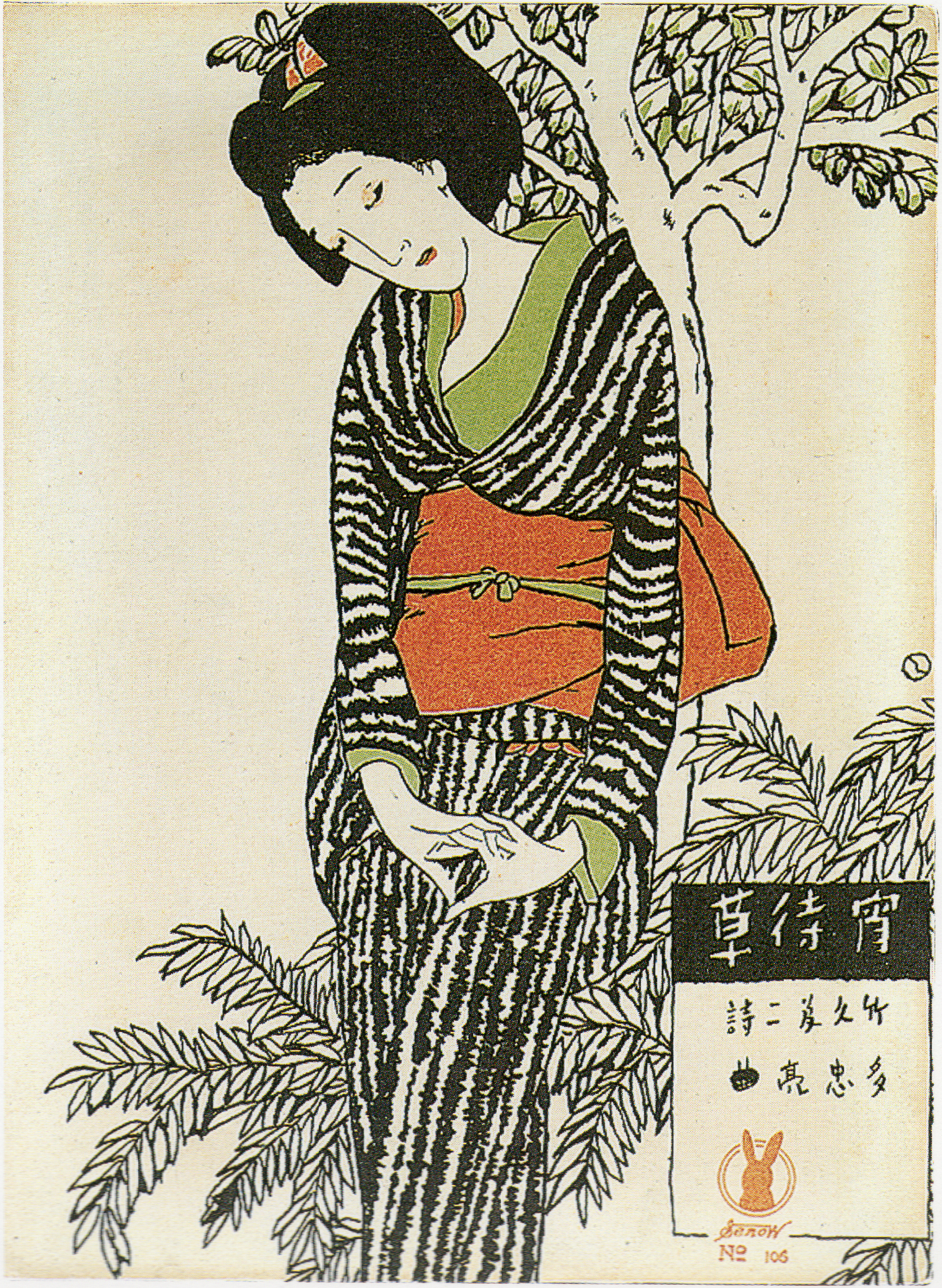
セノオ楽譜『宵待草』竹久夢二・画（大正7年／三版・大正13年）

#### この年の主なできごと
- 米騒動[c 1][c 2]
- シベリア出兵[c 2][c 3]
- 第一次世界大戦終結[c 3]
- 大学令公布[135]
- スペイン風邪世界的流行[136]
- ドイツ革命: ドイツ皇帝ヴィルヘルム2世が退位（ドイツ語版、英語版）しオランダに亡命[137]
- セルビア・クロアチア・スロベニア王国（後のユーゴスラビア王国）成立[138]

#### 文化事象
- 鈴木三重吉が、児童雑誌『赤い鳥』創刊[c 1][c 2][139]
- 歌謡『宵待草』（竹下夢二作詞、多忠亮作曲）大流行[c 1][c 2][140][141]
- 島村抱月がスペインかぜにより病死[142]
- 第1回全国蹴球大会開催（東京で第１回関東蹴球大会、名古屋で第１回東海蹴球大会、大阪・豊中で第１回日本フートボール大会）[143]
- 「大学令」公布。帝国大学以外に公立・私立大学、単科大学の設立が認められ、これにより大学数が急増[144]
- 「森永ミルクチョコレート」発売[145]
- 武者小路実篤が、宮崎県木城村に「新しき村」を創設[146]
- 保田龍門が、再興院展に出品の『石井氏像』で、樗牛賞を受賞[147]
- 藤原義江、「戸山英次郎」の名で浅草オペラにデビュー[148]
- ローヤル館、ジュゼッペ・ヴェルディの『椿姫』を上演（ローヤル館最後の公演）。ローヤル館の興行的不振により、ローシー夫妻が離日[50]
- 東京音楽学校で、ベートーヴェン『交響曲第5番（運命）』日本初演[149]
- 佐藤春夫、谷崎潤一郎の推薦により『李太白』で文壇にデビュー[150]
- 花柳はるみ、『生の輝き』（帰山教正監督）に主演、日本の映画女優第1号となる[97]

### 1919年（大正8年）

#### この年の主なできごと
- パリ講和会議、ヴェルサイユ条約締結[c 1][c 2][c 3]
- 三・一運動[151]
- 五・四運動[152]
- 関東軍設置[153]
- 選挙法改正（現代の公職選挙法）[154]
- イタリアでベニート・ムッソリーニがファシスト党結成[155]
- ドイツでヴァイマル憲法（ワイマール憲法）が成立（ヴァイマル共和政）[156]
- 「道路法」（道路・街路構造令、自動車取締令）公布。道路の基準や幹線道路計画がつくられ、アスファルト舗装による道づくりが本格的に進められていく[157]
- 「市街地建築法」公布。住居・商業・工業の用途地域や防火・美観地区等の制度などを設けた[158]
- 「都市計画法」公布。個々の市域を越えて都市計画区域を設定できるようになり、また、私権制限を設け、土地の用途や建築物の種類・高さ等を制限できるようにした[158]。

#### 文化事象
- 松井須磨子、前年に死去した島村抱月の後追い自殺[c 2][159]
- 劇団「藝術座」解散[160]
- 『民本主義』創刊[100]
- 「カルピス」発売[c 1][c 2][161]
- 「帝国美術院」発足[162]、「帝国美術院展覧会（現在の日展）」開催[163]
- 『キネマ旬報』創刊[c 2][164]
- 「箱根登山電車」（湯本 - 強羅間）開通[165]。箱根への観光誘致を期して敷設された日本で有数の本格的な山岳鉄道[166][167]
- 『イントレランス』（D・W・グリフィス監督）日本公開[168]
- 『小学少女』（研究社）創刊[101]
- 『小学女生』（実業之日本社）創刊。童話では西條八十や浜田広介、童謡では北原白秋や野口雨情などを掲載[169]
- 「金の星社」創業。童謡童話雑誌『金の船』を刊行。初代編集長は野口雨情。以後、若山牧水・本居長世・中山晋平・岡本歸一・寺内萬治郎・竹久夢二・蕗谷紅児・東山魁夷などが集い、近代的児童文化の成立をリード[170]
- 資生堂が、現存する日本で最古の画廊である資生堂ギャラリーを開設[121]
- 武者小路実篤が、小説『幸福者』を『白樺』に、小説『友情』を『大阪毎日新聞』に連載[146]
- 新劇協会、有楽座でチェーホフの『叔父ワーニャ』を上演[94]
- 『パイノパイノパイ（東京節）』（作詞：添田知道）が流行。元歌は、アメリカ歌曲『ジョージア行進曲』[171]
- エリアナ・パヴロワ来日、横浜ゲーテ座を拠点に活動[50]
- 西條八十、第一詩集『砂金』を自費出版[52]
- 名古屋市で「高等女学校野球大会」を開催[133]

### 1920年（大正9年）

#### この年の主なできごと
- 国際連盟成立（日本は常任理事国で参加）[c 2][c 3]
- 株価大暴落、戦後恐慌[c 1][c 2]
- ドイツ労働者党が国家社会主義ドイツ労働者党に改称[172]
- カール・マルクス『資本論』の日本初の全訳（高畠素之訳）刊行[c 1][173]
- 日本最初のメーデー[c 1]
- 「日本社会主義同盟」結成[174]
- 第1回「国勢調査」実施[175]
- 尼港事件[c 3]

#### 文化事象
- 平塚らいてう・市川房枝らが「新婦人協会」を結成[c 1][176]
- 雑誌『新青年』創刊[c 1][100]（以後、数多くの翻訳探偵小説が掲載され、後の探偵小説家に影響を与える[177]）
- 活動写真会社「松竹」「帝国キネマ」の設立[c 2][178][179]。松竹の「蒲田撮影所」が開所
- 小山内薫が松竹のキネマ俳優学校の校長として招かれ、同校出身者らとともに「松竹キネマ研究所」を設立[180]
- 「箱根土地」設立（後のコクド、現・西武グループの一部）[181]
- 両国「新国技館」落成[182]
- 「東京市街自動車」に女性車掌（バスガール）登場[183]
- 慶應義塾・早稲田・中央・明治・法政などに私立大学設立許可[184]
- 「松竹蒲田撮影所」設立[185]
- 蕗谷虹児、『少女画報』での挿絵掲載にデビュー[186]
- 加藤まさを、詩画集『カナリヤの墓』を出版して挿絵画家、詩人としてスタート[187]
- 『女學生』（研究社）創刊。吉屋信子、西城八十、三木露風らが執筆[169]
- 吉屋信子、『地の果まで』を大阪朝日新聞に連載。少女小説『屋根裏の二処女』を出版[188]。
- 武者小路実篤が『友情』を発表[122]
- 神戸で「日本労働劇団」結成、プロレタリア演劇の先駆[50]
- 菊池寛、『東京日日新聞』『大阪毎日新聞』に、『真珠夫人』を連載。「大正期の〈新しい女〉の幻想が投影されており、家庭小説の枠組を破った新しい通俗小説の誕生を告知する画期的な作品」（前田愛）と評されている[189]
- 旧著作権法の改正により、音楽に関する最初の記述として、著作物の中に 「演奏歌唱」（実演）を加わる。また、蓄音機やレコードに対応がなされた第32条の310の規定が加わり、レコードの著作権が確立[190][191]

### 1921年（大正10年）

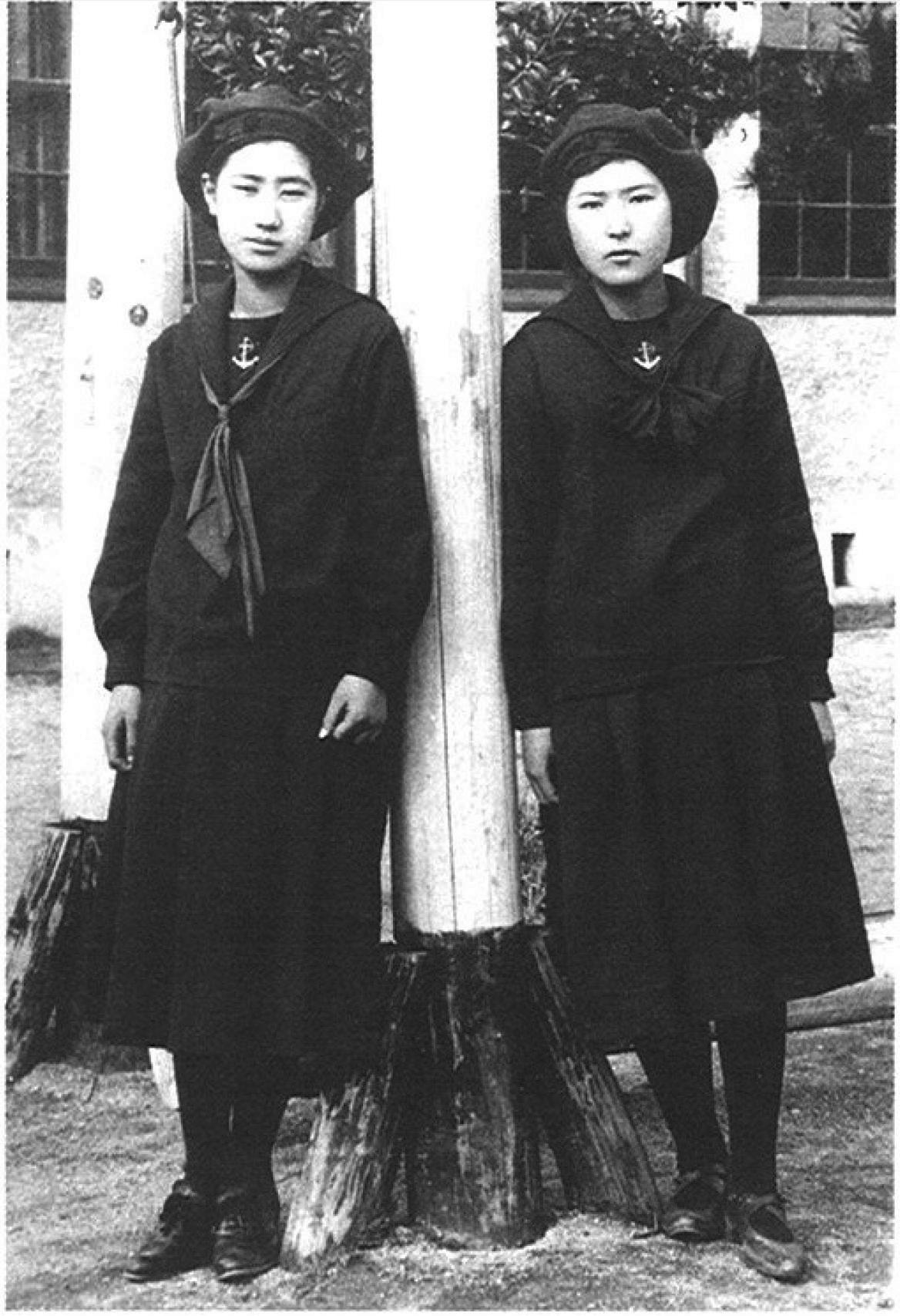
福岡女学校で1921年（大正10年）に導入された女子洋装制服

#### この年の主なできごと
- 原敬暗殺事件[c 1][c 2]
- 皇太子裕仁親王の欧州訪問及び摂政就任[c 1]
- ワシントン会議（米英仏日四カ国条約成立）[c 1][c 2][c 3]
- ドイツでアドルフ・ヒトラーがナチス党首になる[192]
- 中国共産党創立大会[193]
- シャネルの香水「No.5」発売[194]
- 足尾銅山争議[195]
- 「借地法」の公布。宅地の賃借権・地上権について、契約自由の原則のうえにたつ民法の規定を修正し、借地人の保護を図った[196]
- 「借家法」の公布。建物の賃借権について、契約自由の原則のうえにたつ民法の規定を修正し、借家人の保護を図った[197]
- 従来の「尺貫法」が廃止され、「メートル法」を基本とする「度量衡法」の改正が行われる[198][199]

#### 文化事象
- 表現主義映画『カリガリ博士』公開[c 1]
- 「大日本蹴球協会」（現・日本サッカー協会）創立[200]
- 白蓮事件[c 3][201]
- 志賀直哉、長編小説『暗夜行路』を雑誌『改造』で発表。以後、1937年（昭和12年）まで同誌で断続的に発表。白樺派文学の傑作と評される[202]
- 小酒井不木、『疑問の黒枠』を発表[203]
- 武者小路実篤、「白樺美術館第一回展覧会」を開催。セザンヌ『風景』、ゴッホ『向日葵』等が公開[146]
- 尾崎翠、『新潮』に載った小説『無風帯から』が大学で問題となり退学[204]
- 歌謡『船頭小唄』、この年から1923年にかけて大流行[205]
- 松竹キネマ研究所第1回作品『路上の霊魂』公開[206]。芸術としての映画を追究した作品[180]。手法・主題に『イントレランス』の影響が認められる。興行的には不振[207]
- 松竹の『虞美人草』がヒット。主演の栗島すみ子を最初のスター女優にした[208]
- 五月信子、松竹入社。『愛の骸』（帰山教正監督）で映画デビュー。以後栗島すみ子、川田芳子らと共演、初期蒲田3大人気女優として活躍[209]
- 武井武雄、『子供之友』その他に子ども向きの絵を描き始める[210]
- 東京府立第五中学校（現・東京都立小石川中等教育学校）で「創作展覧会（現・創作展[211]）」が開催される。全国初の取り組みということで新聞などのメディアでも大々的に取り上げられ、来場者数は3,000人以上に上る。今日の文化祭の始まりと評されている[212][213]

### 1922年（大正11年）

#### この年の主なできごと
- シベリア派遣軍撤退完了。ソビエト連邦成立[c 3]
- アルベルト・アインシュタイン博士来日[c 1]。その途上で1921年度ノーベル物理学賞受賞が発表される[214]
- ベニート・ムッソリーニが首相に就任[215]
- ヨシフ・スターリンがロシア共産党書記長に選出[216]
- 全国水平社・日本共産党結成[c 2]

#### 文化事象
- 上野にて「平和記念東京博覧会」[c 2][217]
- 『週刊朝日』『サンデー毎日』創刊[218]
- 『小学五年生』『小学六年生』（小学館）創刊。小学館の学年別学習雑誌の発刊の始まり。[219]
- 「江崎グリコ」創業[220]
- 「資生堂」が、美容科・美髪科・子供服科の三科を開設[c 2][121]。美容講習会開催[221]、婦人断髪スタイルが流行[222]
- 『令女界』（宝文館）創刊[c 2][223]
- 『籠の鳥』（千野かおるほか作詞、鳥取春陽作曲）が発表され、翌年の同名映画の公開により大流行する[224]。
- 「不二家」が、ショートケーキを考案、発売開始[225][226]
- カール・ユーハイム、横浜で「ユーハイム」を創業[227]。
- 古賀春江、二科賞を受賞し中央画壇にデビュー[228]
- 「民衆芸術」「恋愛の自由」が流行語になる[40]
- アンナ・パヴロワ来日、日本に滞在した約2か月のあいだに10都市48回の公演を行う。こ のアンナ来日公演から、日本でバレエブームが起こる[229]
- 兵頭精、3等飛行機操縦士試験に合格、日本の女性飛行家第1号となる[230]

### 1923年（大正12年）

#### この年の主なできごと
- 関東大震災[c 1][c 2][c 3]
- 甘粕事件[c 1]
- 虎ノ門事件[231]
- ウォルト・ディズニー・カンパニー創立[232]

#### 文化事象
- 『文藝春秋』創刊[233]
- 『アサヒグラフ』創刊[234]
  - 『アサヒグラフ』で、4コマ漫画『正チャンの冒険』（日本で初めて吹き出しを用いた漫画）連載開始[235][236]
- 「帝国ホテル」（旧館）落成[c 3][237]
- 「丸ノ内ビルヂング」完成[238]。日本で初めてショッピングモールを設けた複合ビルの走り[239]
- 「マキノ映画製作所」創立[240]
- 壽屋ウイスキー工場設立[241]
- ユーハイム、関東大震災により神戸に移転。アンナ・パブロワの助言を得て本社社屋を決定。日本で初めて「マロングラッセ」を販売[242]
- 「キネマ旬報社」創立（雑誌創刊は1919年）[243]
- 有島武郎・波多野秋子心中[244]
- 『少女倶楽部』（大日本雄弁会講談社）創刊[c 2][245]
- アメリカから電髪（電気パーマ）の器具を輸入（実際に電髪が営業に取り入れられたのは1930年（昭和5年）頃で、1935年（昭和10年）代には大流行）[246]
- 『小学四年生』（小学館）創刊[219]
- 『白樺』が、関東大震災の影響で廃刊[122]
- 小林かいちが、京都のさくら井屋から「小林うたぢ」の作者名で絵葉書集発売。その半年後「小林かいち」の絵葉書・絵封筒などに拡大していく（いつまで継続したのか不明）[247]
- 江戸川乱歩、『新青年』に掲載された『二銭銅貨』でデビュー[248]
- 甲賀三郎、『真珠塔の秘密』でデビュー[249]
- 藤原義江が帰国、“我等のテナー”として一躍人気となる[50]
- 関東大震災により、浅草オペラの上演劇場が焼失、浅草オペラは下火に[50]
- 長谷川時雨、岡田八千代とともに雑誌『女人藝術』を創刊するも、関東大震災のため2号で廃刊（1928年（昭和3年）第2次『女人藝術』を創刊し、林芙美子や円地文子等、多くの女流作家を登場させた）[250]

### 1924年（大正13年）

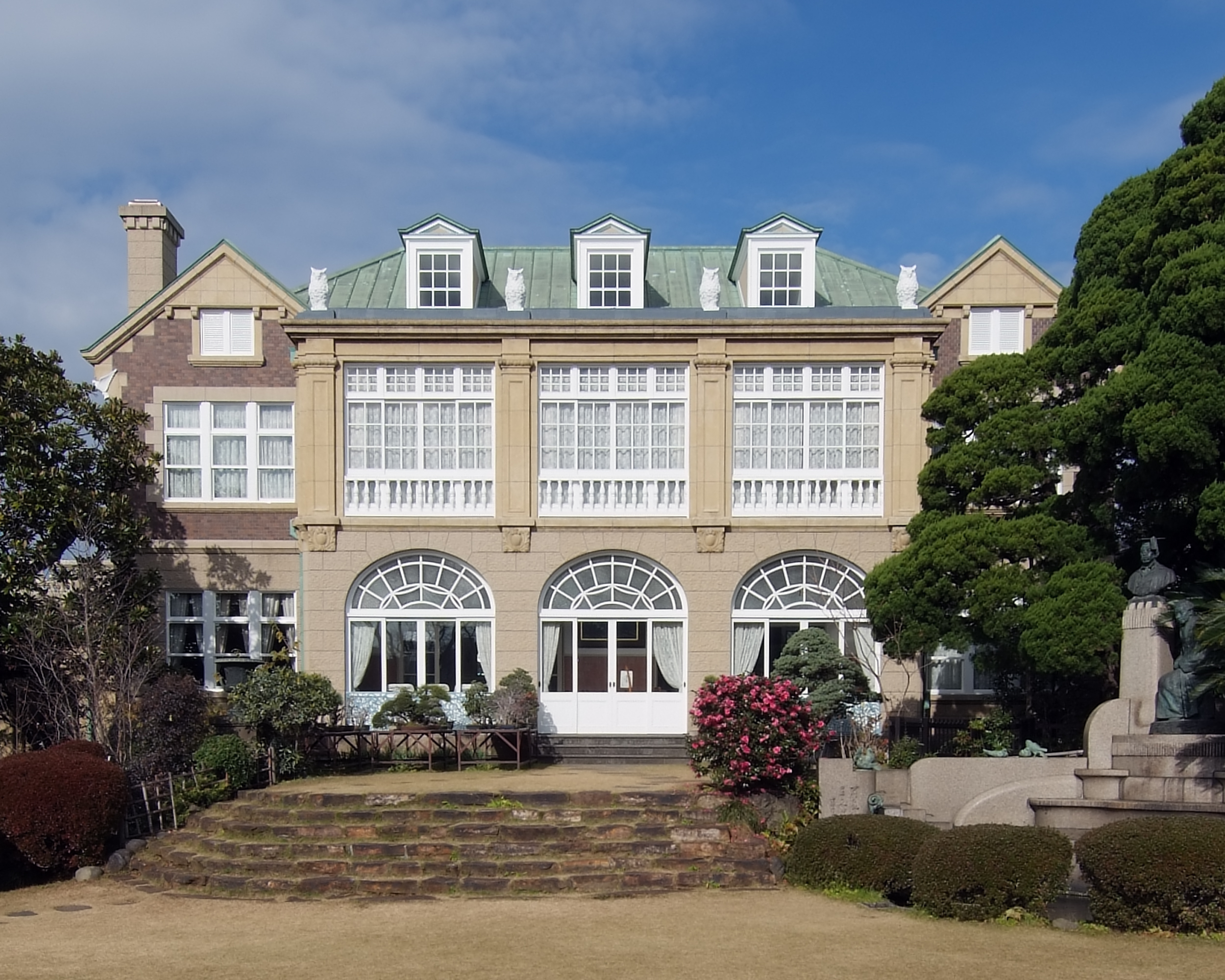
鳩山会館。当時立憲政友会所属の代議士・鳩山一郎の私邸。1924年（大正13年）

#### この年の主なできごと
- 第二次護憲運動[c 2]
- 皇太子裕仁親王（後の昭和天皇）と良子（ながこ）女王（後の香淳皇后）成婚[251]
- パリオリンピック開幕[252]
- 「メートル法」施行[c 1][253]

#### 文化事象
- 『大阪毎日新聞』『大阪朝日新聞』それぞれ発行100万部突破と発表[254]
- 土方与志・小山内薫らが「築地小劇場」を創設[c 1][255]
- 「阪神電車甲子園大運動場（現在の阪神甲子園球場）」完成[c 1][256][257]
- 「明治神宮外苑競技場」完成[258]
- キネマ旬報ベスト・テン開始（外国映画のみ。日本映画は1926年から）[259]
- 松坂屋が銀座に新店舗をオープン、日本の百貨店史上初の「土足入場」を実施[c 2][260]
- 『せうがく三年生』（小学館）創刊[219]
- 蕗谷虹児、『令女界』に詩画『花嫁人形』発表[261]
- 大佛次郎『鞍馬天狗』連載開始[262]
- 杉浦非水（当時、三越の嘱託として同店のポスターやPR誌の表紙など、様々なデザインを担当[263]）、図案研究の団体七人社を創立・主宰する[264]
- 岸田國士、戯曲『チロルの秋』を『演劇新潮』（新潮社）で発表。同年、新劇協会が帝国ホテル演芸場で初演[265][266][50]
- 藤島武二、第5回帝展で『東洋振り』を発表[49]
- 東京音楽学校で、ベートーヴェン『交響曲第9番』合唱付き初演[267]
- 武井武雄、東京銀座資生堂にて初の個展「武井武雄童画展」を開き、「童画」という言葉を創造[268]
- 宮沢賢治、詩集『春と修羅』と童話集『注文の多い料理店』を出版[269]

### 1925年（大正14年）

#### この年の主なできごと
- 普通選挙法・治安維持法公布[c 1][c 2][270]
- 「農民労働党」結成。最初の全国的単一無産政党であったが、即日禁止となる[271]
- レフ・トロツキー失脚（軍事人民委員辞任）[272]
- 国家社会主義ドイツ労働者党（ナチ党）再建[273]、アドルフ・ヒトラー『我が闘争第1巻』公表[274]、ナチス親衛隊設立[275]
- 大阪市が日本一の人口の都市になる[276]

#### 文化事象
- 大衆娯楽雑誌『キング』（講談社）創刊[277]
- ラジオ放送開始[c 2][278]
- 最初のラジオドラマ『不如帰』（徳冨蘆花原作）を放送[279]
- 「東京六大学野球連盟」発足[280]
- 「大日本相撲協会（後の日本相撲協会）」設立[281]
- 「山手線」環状運転開始[282]
- 地下鉄上野 - 浅草間着工（1927年（昭和2年）開通）[283]
- 『セウガク一年生』『セウガク二年生』（小学館）創刊[219]
- 「新橋演舞場」が新築開場[284]
- 坂本繁二郎、第12回二科展に滞欧作品に帰国後の作品2点を加え、『老婆』『馬』『家政婦』ほか14点を出品、特別陳列する[75]
- エリアナ・パヴロワ、鎌倉七里ヶ浜に日本初のバレエ学校「パヴロワ・バレエスクール」開設。門下からのちに服部智恵子、東勇作、橘秋子、貝谷八百子、島田廣、近藤玲子、牧幹夫、大滝愛子、佐多達枝等が出る[50][229]
- 「日本プロレタリア文芸連盟」結成[50]
- 大下宇陀児、処女作『金口の巻煙草』を『新青年』に発表[285]
- 江戸川乱歩、『D坂の殺人事件』を『新青年』に発表。探偵「明智小五郎」が初登場[286]
- 梅原北明、金子洋文、村山知義らと『文芸市場』を発行。以後、異色雑誌や珍本を次々と発行し、大正末期から昭和初期にかけてのエロ・グロ・ナンセンス文化の一面を代表したとされる[287][288]

### 1926年（大正15年/昭和元年）

#### この年の主なできごと
- 治安維持法、学連事件と北海道集産党事件で初適用[289][290][291]
- 「労働農民党」結成[292]
- 大正天皇の崩御及び昭和天皇践祚[c 2][c 3]

#### 文化事象
- 改造社「現代日本文学全集」刊行 - 「円本」ブーム[293]
- 「宝塚ホテル」開業[294]。阪神間のリゾートホテルとして、行楽地の宿泊のほか、食事にダンスパーティー、テニスなど様々なサービスを提供[295]
- 「日本放送協会」設立[296]
- 「新交響楽団（後のN響）」設立[297]
- 『アサヒカメラ』創刊[298]
- 「新宿高野フルーツパーラー」営業開始[299]
- 「豊田自動織機製作所」設立[300]
- 「草軽電鉄」全線開通[301]。これ以降、北軽井沢（群馬県長野原町）が別荘地として発展[302]
- 明治製菓が「明治ミルクチョコレート」を発売[303]
- 同潤会アパート建設開始（ - 1934年） - 電気・都市ガス・水洗式トイレなど当時としては先進的な設計や設備を備え、都市での暮らし方を提案[304][305]
- 杉浦非水、七人社創作図案第1回展を三越において開催（その後毎年開催、10回に及ぶ）[306]。ポスター研究雑誌『アフィッシュ』を発行[307][306]
- 川上澄生、第5回国画創作協会展出品の『初夏の風[308]』で注目される[309]
- 夢野久作、『新青年』の創作探偵小説に『あやかしの鼓』で応募して2位入選[310]
- 宝塚少女歌劇団の『モン・パリ～吾が巴里よ！～』が上演され、大きな反響をよぶ[311]
- 佐野碩・千田是也らの「前衛座」が発足[50]
- 『少女の國』（成海堂／少女の國社）創刊。高畠華宵、竹久夢二、岩田専太郎、加藤まさを等の当時一流の挿絵画家たちを抱え、ヴィジュアル面で質の高い雑誌を発行した[312]
- 小磯良平、帝展で『T嬢の像』が特選となる[312][313]

### 大正末期から昭和にかけて

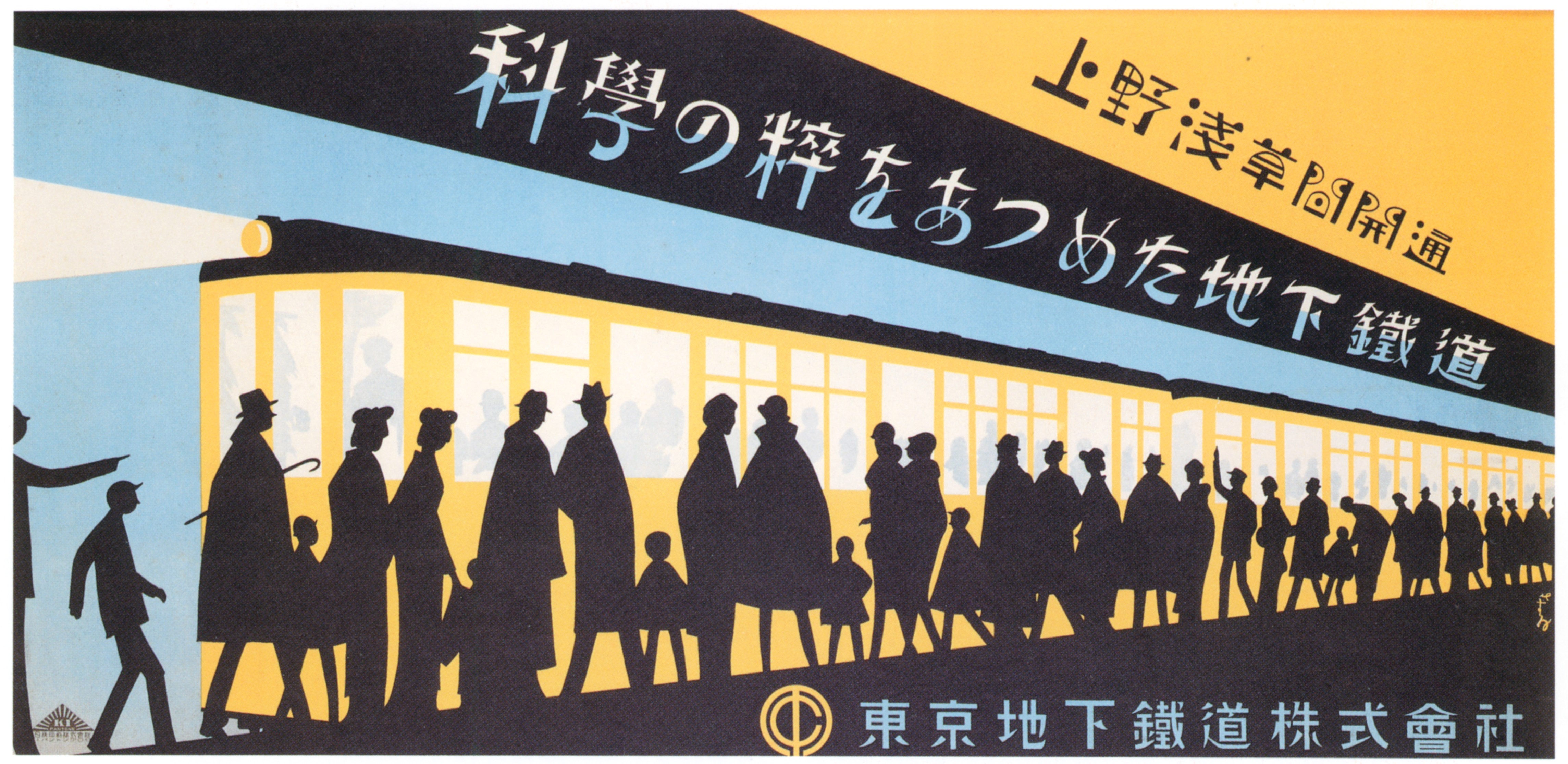
1927年（昭和2年）の地下鉄開通広告（杉浦非水・画）

- 「モダンボーイ・モダンガール」（モボ・モガ）大流行[c 1][c 2][c 3][314]
- スーツが普及[315][316]
- 漫才の登場（横山エンタツ・花菱アチャコ：寄席の舞台に初めて洋服で登場[317][318]…以降、日本男子庶民の洋服スタイルが一般的に普及[要出典]）
- 「洋食」が一般化。洋風の一品料理に米飯を盛り合わせるスタイルが定着、都市部の大衆に広く普及した[319]

（Category:大正時代の事件に主要事件へのリンクあり）

### 検証のため参照した文献
出典とは別の関連性を検証するために、以下の文献の年表・年譜を参照して「[c 1][c 2]…」とした。
1. 1 2 3 4 5 6 7 8 9 10 11 12 13 14 15 16 17 18 19 20 21 22 23 24 25 26 27 28 29 30 31 32 33 34 35 36 37 38 39 40 41 42 43 44  沙月樹京（編）「特集・大正耽美 : 激動の時代に花開いたもの」『トーキングヘッズ叢書』第62巻、アトリエサード、2015年、72-77頁、ISBN 978-4-883-75201-0。
2. 1 2 3 4 5 6 7 8 9 10 11 12 13 14 15 16 17 18 19 20 21 22 23 24 25 26 27 28 29 30 31 32 33 34 35 36 37 38 39 40 41 42 43  石川桂子「大正ロマン 略年譜」『大正ロマン手帖 ノスタルジック&モダンの世界』河出書房新社、2021年（原著2009年）、124-125頁。ISBN 978-4-309-75048-4。
3. 1 2 3 4 5 6 7 8 9 10 11 12 13 14 15 16 17 18 19 20 21 22 23 24  青木逸美 著「「はいからさんが通る」と大正ロマネスク」、別冊宝島編集部 編『はいからさんが通るの世界』宝島社、2017年、76-77頁。ISBN 978-4-800-27414-4。

## 文化史上の大正期
14年5ヶ月間の時代区分に人々の活動が厳密に収まることはなく、「大正」とする文脈でも前後の数年を含むことが多い。文学史においては1910年（明治43年）の『白樺』創刊から、1927年（昭和2年）の芥川龍之介の死までを大正期とする見方がある。美術家たちが手掛けた書籍や印刷物が蒐集されて、1904年（明治37年）の日露戦争下から、1930年（昭和5年）の帝都復興まで大正的なイメージとして紹介されている。自由を求める大正デモクラシーの終焉は1932年（昭和7年）の五・一五事件と、翌年の吉野作造の死に象徴される。

## ロマン主義とメディアの発達
経済と国内外のイノベーションは人々の生活と都市の景観を変えていったが、大衆が影響力を確立して時代特有の表現へ向かうようになったのは、経済的な力学のほかに特殊な美学とメディアの発達があった。

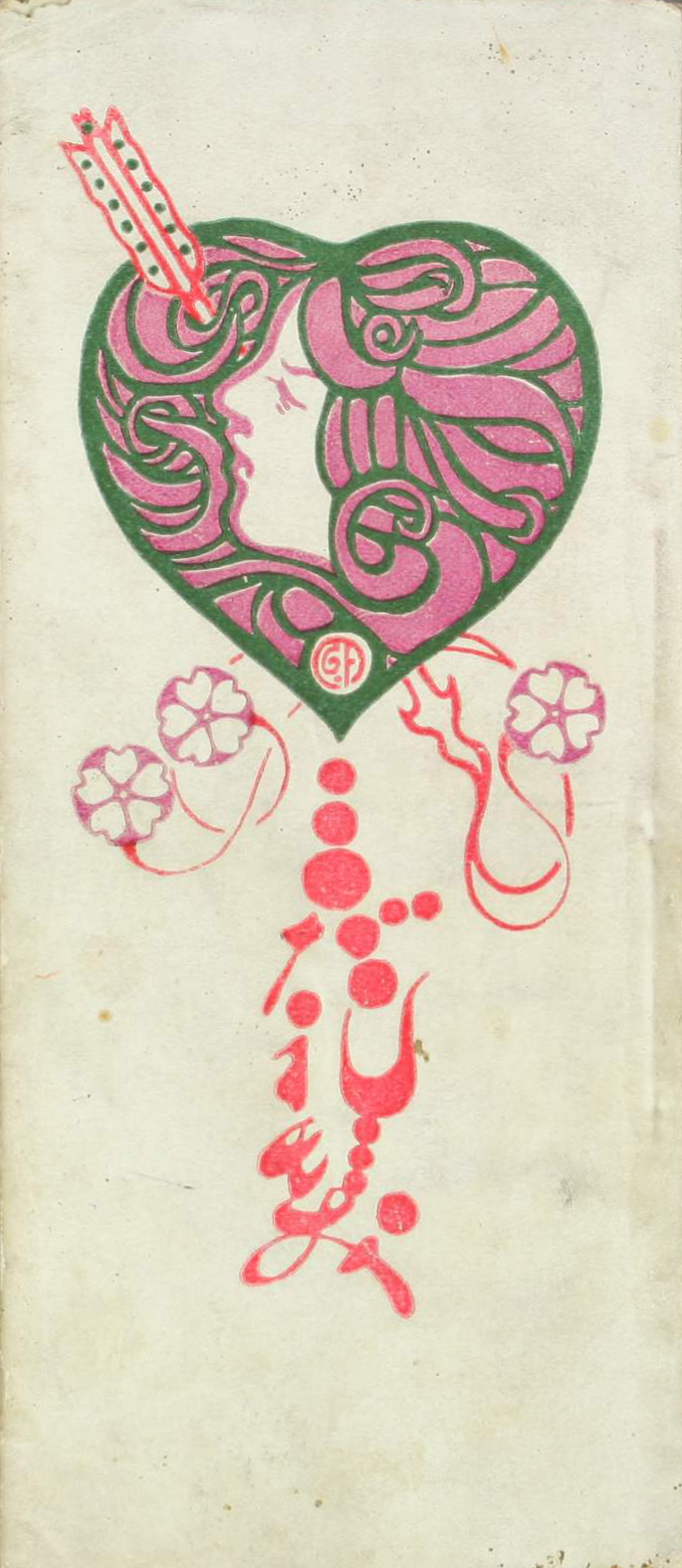
明治の与謝野晶子と藤島武二による『みだれ髪』

明治の文化人のロマン主義（明治浪漫主義）は、『オフィーリア』に代表されるラファエル前派絵画や、世紀末芸術、象徴主義の影響を受けていた。西洋の印刷メディアにおいて流行したアルフォンス・ミュシャとアール・ヌーヴォーは、日本の印刷メディアでも言文一致時代の新表現として模倣・吸収されていった。文芸誌『明星』の周辺においても「星菫派」の由来となる星や花、「みだれ髪の系譜」と論じられる女性の髪と水流といった絵画的モチーフが多用され、西洋の絵画表現を実践する白馬会に接近していった。白馬会は明治社会の規範やパトロンからの自立を説いて、パリを放浪する異国の装いをしたボヘミアンに倣った啓発を行った新進芸術家たちによる団体であった。個人主義の勝利を目指すロマン主義と、反社会傾向を帯びた西欧世紀末芸術思想の結びつきが、大正の前段階の状況である。
海外の文化に直接触れる機会が限られるなか、西洋の表現は学ぶべき先進的な動向であり、手本にすることが奨励された。特にグラフィックデザインでは、学習の成果として流用同然の作品も散見される。西洋への憧れを含みながら翻訳された文化は、国産化の過程で大衆受けするアレンジが加えられ、あるいは翻訳から脱して独自の表現を確立するものが現れる。東洋への意識の高まりも西洋に対するひとつの反応であり、植民地主義の情勢とツーリズムによって文化人たちは中国趣味、南洋幻想を盛んにしていった。
パンの会に属した文化人たちは、パリを理想にして東京の趣のなさを嫌い、浮世絵や隅田川に残る江戸情緒を評価した。三越は日本の装飾として元禄模様（市松、花鳥など）や桃山模様を流行させ、アール・ヌーヴォーの源流として琳派を研究した。浪花節や長唄、薩摩琵琶、時代小説や時代劇は大衆文化の定番に位置し続けた。物質的・レジャー的な現実の憧れのみならず、西洋・異国、江戸・過去への憧れ、内面的な想像への憧れが、大正時代の「ロマン主義」の一面である。
雑誌『白樺』ではトルストイといった西洋文学のほか、ビアズリーやブレイク、印象派などの絵画が紹介され、複製版画による西洋美術の鑑賞体験を大正の人々にもたらした。ビアズリーが絵を手掛けたオスカー・ワイルドの『サロメ』は大正初期には文学と美術の交流を表現した書物として理解され、萩原朔太郎は版画家の田中恭吉・恩地孝四郎とともに「芸術的共同事業」を掲げて詩集『月に吠える（1917年（大正6年））』を作っている。
活動弁士を伴う映画（活動写真・キネマ）娯楽が旧来の演芸に代わる人気で、1917年に取締規約が改定されるまで子供が重要な観客であった。映画『ジゴマ』などは1912年（大正元年）の1年間のブームで数多くの和製便乗映画を生み、ノベライズされ、子供のごっこ遊びのみならず犯罪の誘発が指摘されたため、大正時代を通して上映禁止されたが影響を及ぼし続けた。メディアの発達によって、異なる分野が総合された作品が生まれ、大衆は情報と影響力を手に入れて、大衆と同調する文化人が垣根を越えた活動をした時代でもあった。

## 「大正ロマン」を象徴する文化人
新しい文化に携わり活躍した文化人自身もスターとして、あるいは世間から逸脱した存在として注目の対象になった。また近代化と大衆化の流れで、個人の束縛になっていた国家制度や社会慣習への反発と改善運動が起こり、それら自由主義はロマン主義に似た傾向をみせた。

### 美術
ポスターや雑誌の挿絵など大衆のための美術表現が成熟を迎え、大正ロマンの主要な側面として後世の展覧会等で紹介されている。叙情画は画家の感情を表現するとともに、婦人雑誌・少女雑誌に描き下ろされて、読者の共感を誘う憂愁の雰囲気と、流行を反映した華やかな衣服・題材が描かれた。

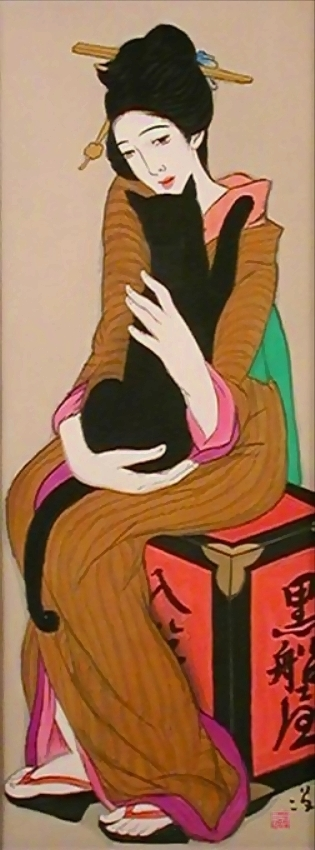
黒船屋、竹久夢二（大正8年）

竹久夢二の場合、実質的に活躍した年代が大正期と重なる。その思索や行動、そして作品において時代の浮き沈みと一体化しており、この時代とともに生きた人物である。アカデミズムとは隔絶した場で叙情画、装幀、生活雑貨、詩作を幅広く手掛け、芸術でも恋でも束縛を嫌った大正ロマンを代表する名として掲げられる。コマ絵や印刷物において「夢二式」と呼ばれる全盛期を築き、彼の絵を表紙に使ったセノオ楽譜は一世を風靡したといわれる。
高畠華宵は耽美で清楚な異国感ある画風で支持を集め、1928年（昭和3年）の流行歌「銀座行進曲」に名が歌われるまでの人気となった。ほとんどの雑誌で仕事をしていた講談社から1924年（大正13年）に原稿料の騒動で仕事を引き上げ、実業之日本社へ活動を移したことは「華宵事件」とも称されて影響力が伝わる。
明治のアール・ヌーヴォーを、伝統美の新版画と折衷した橋口五葉、ウィーン分離派とアール・デコに更新した杉浦非水が、装幀やポスターの装飾領域で活躍した。西欧では中産階級の生活を美しく飾るためのエステティック運動（耽美主義）があったが、同様に三越呉服店は西洋式建築が浸透していない一般住宅に調和する「折衷的室内装飾」を提唱して、橋口のような画家たちに美人画のビジュアルを募り、杉浦を嘱託デザイナーにして雑誌やパッケージを制作している。
アカデミーな動向では文展・帝展に対して、再興された日本美術院、国画創作協会が設立された。私立の画塾・川端画学校は多くの才能を輩出した。在野のグループが多く結成されて最新の表現の研究を行い、一方で岸田劉生のように「内なる美」を探求するなどして作家独自の表現の獲得を試みていった。

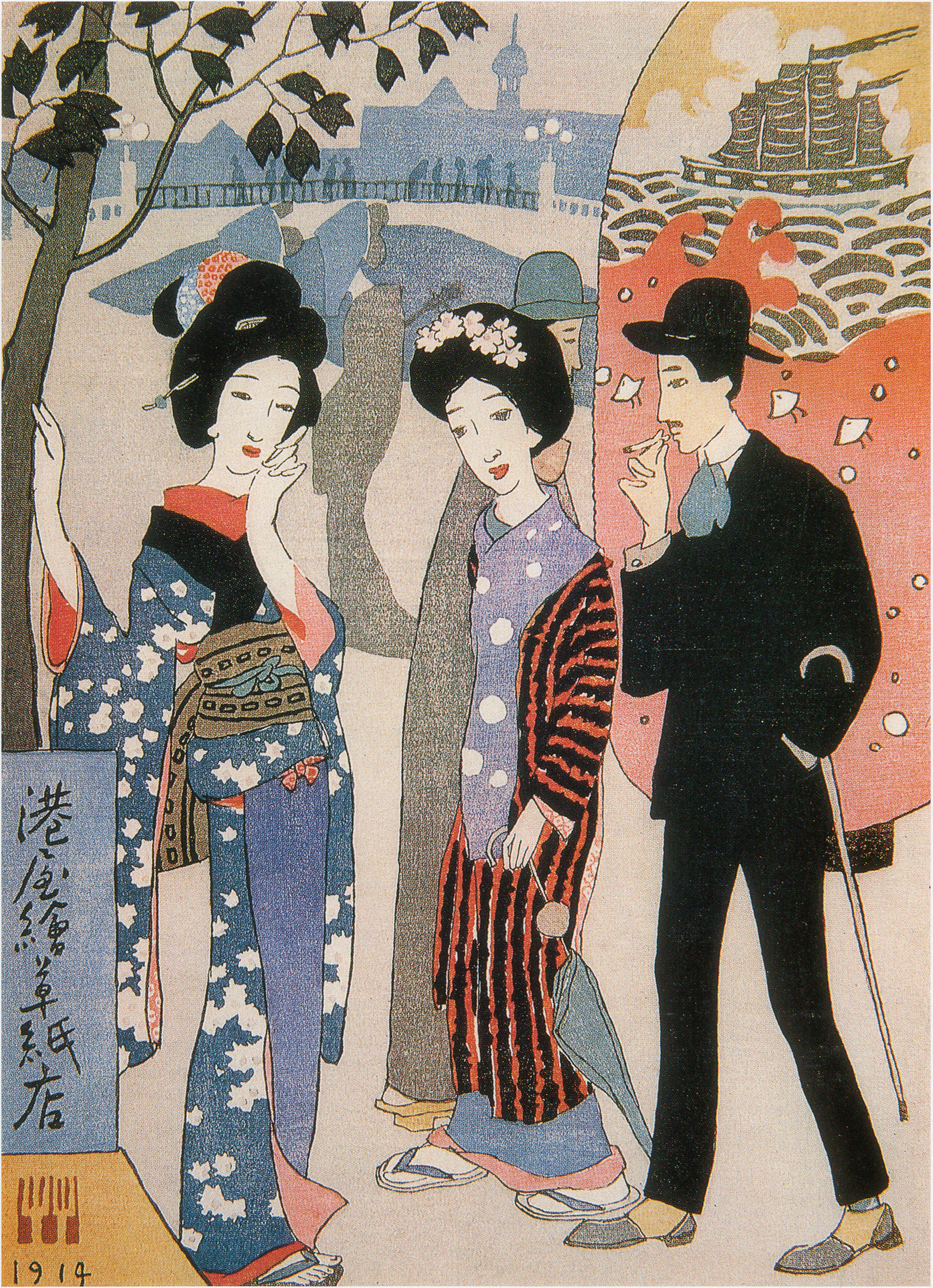
港屋絵草紙店、竹久夢二（大正3年）
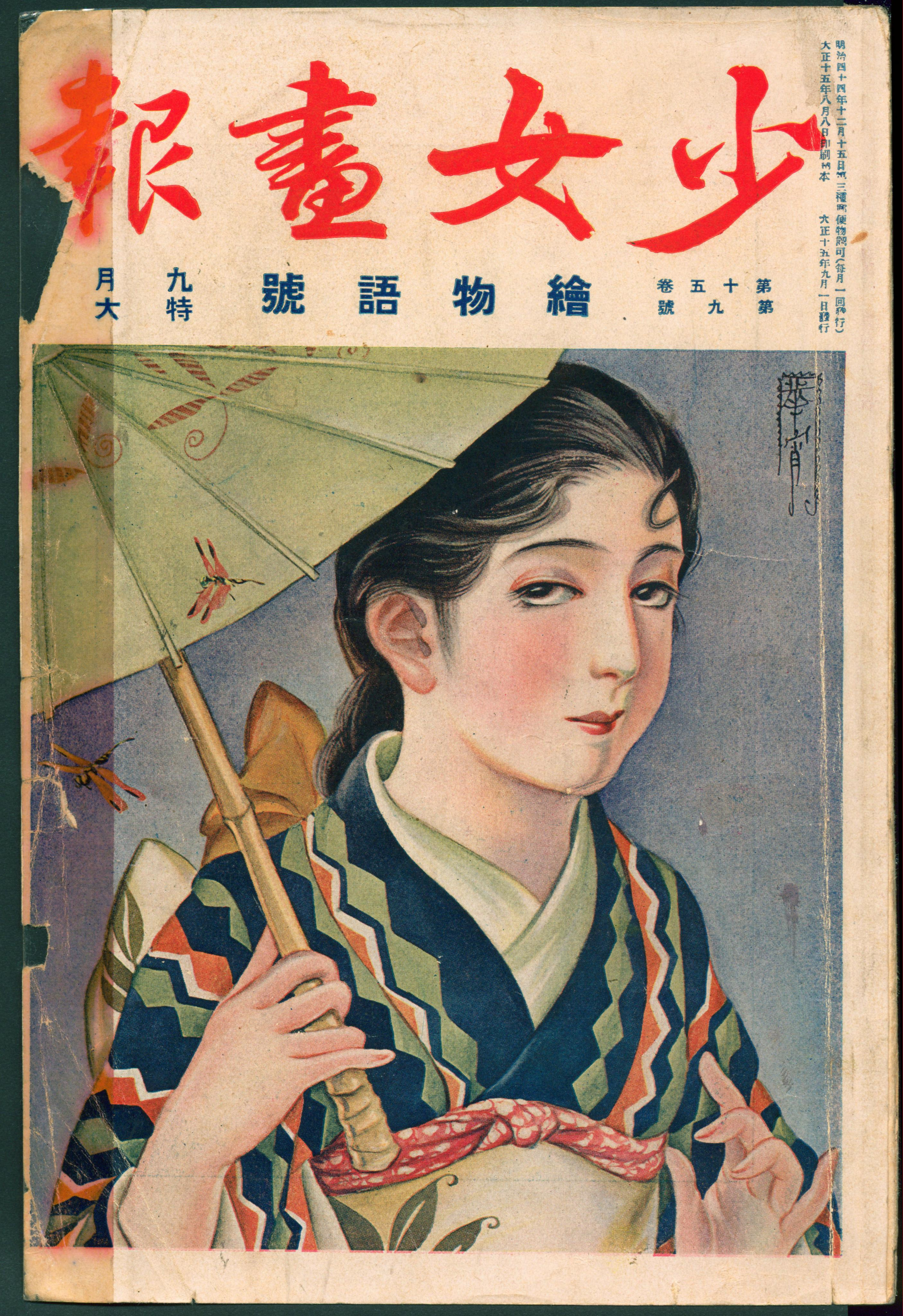
『少女画報』高畠華宵・画（大正15年9月号）
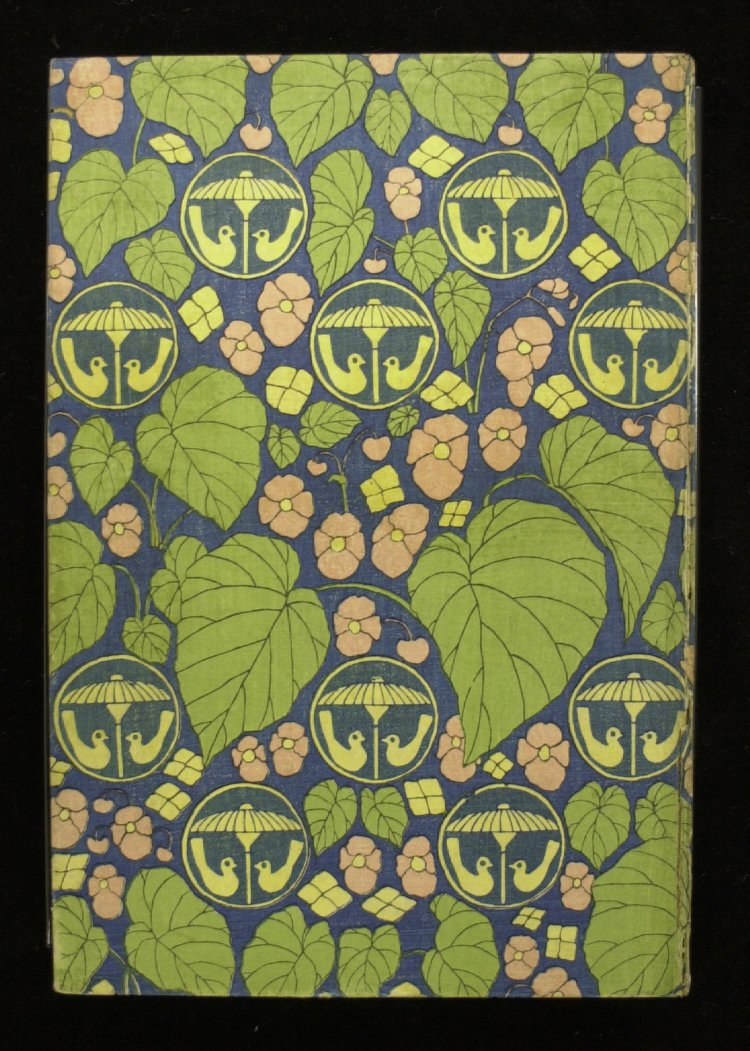
泉鏡花『相合傘』、橋口五葉・装丁（大正3年）
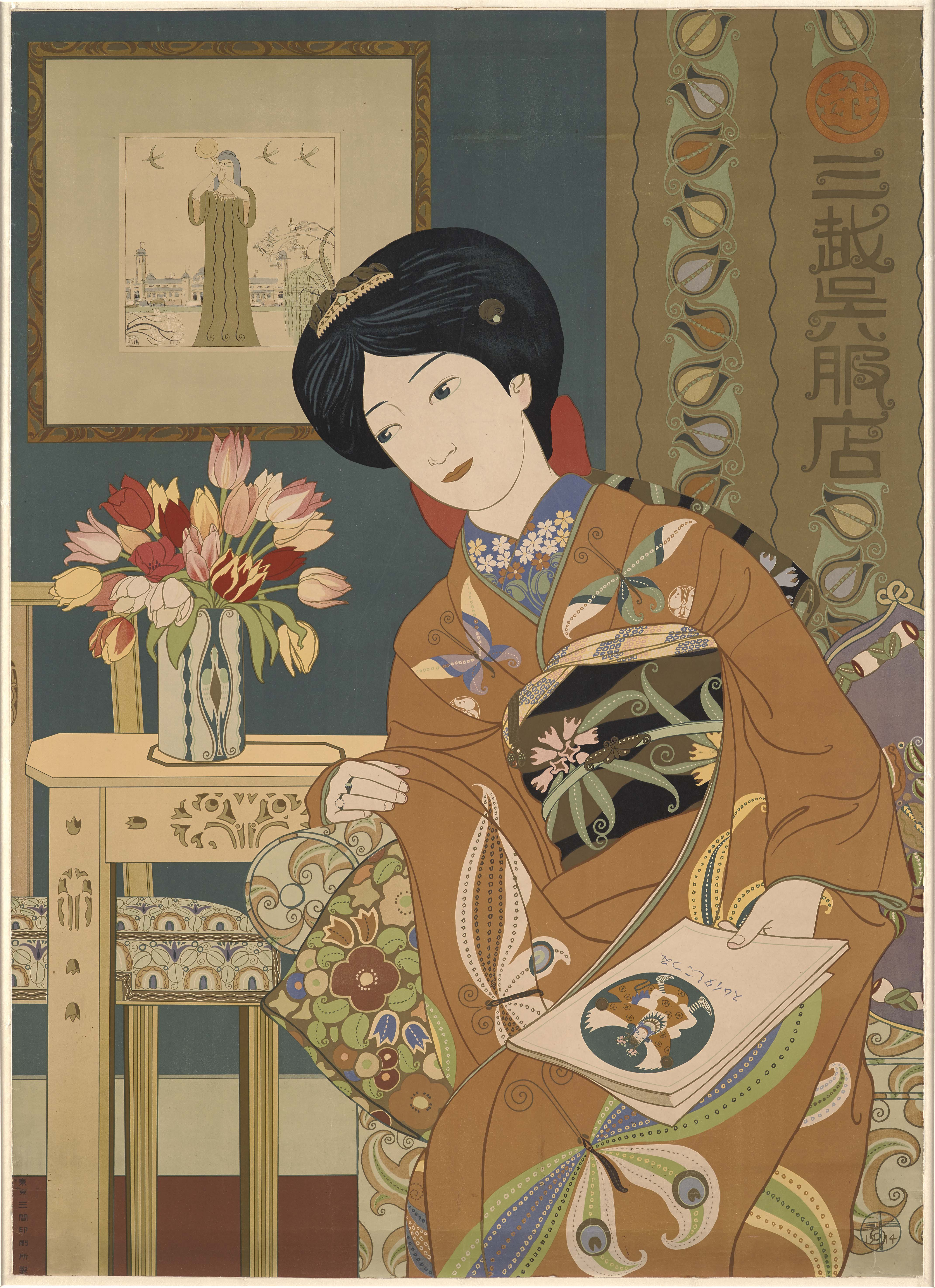
三越呉服店ポスター、杉浦非水（大正3年）
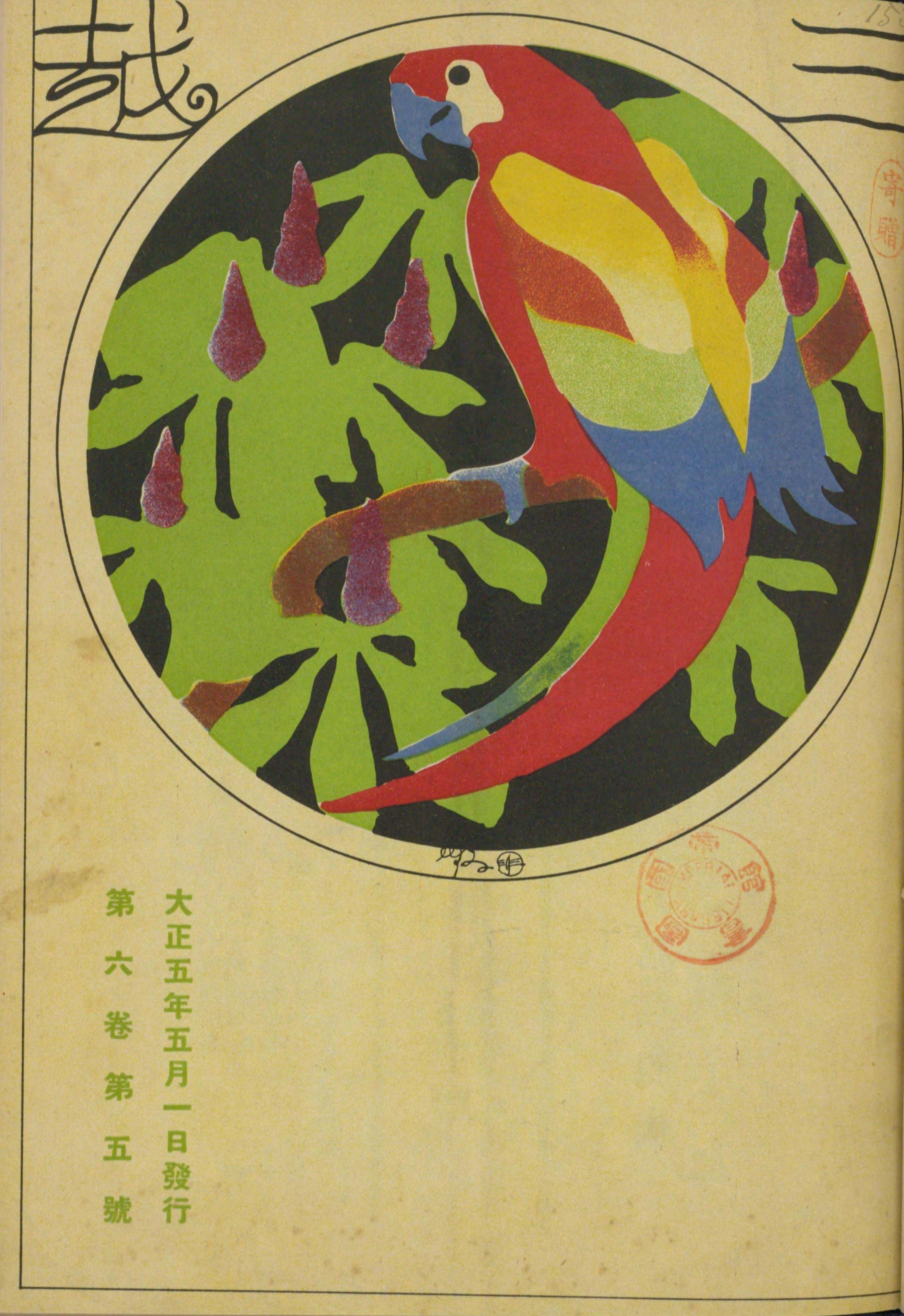
三越PR誌、杉浦非水・装丁（大正5年）

- 竹久夢二：画家、詩人、デザイナー(1884-1934)
- 高畠華宵：画家(1888-1966)
- 宇崎純一：挿絵画家(1889-1954)
- 加藤まさを：画家(1897-1977)
- 小林かいち：木版画家、図案家(1896-1968)
- 須藤しげる：画家(1898-1946)
- 藤島武二：画家(1867-1943)
- 杉浦非水：デザイナー、図案家(1876-1965)
- 橋口五葉：木版画家(1887-1921)
- 坂本繁二郎：画家(1882-1969)
- 富本憲吉：図案家、陶芸家(1886-1963)
- 橘小夢：画家、イラストレーター(1892-1970)
- 古賀春江：画家(1895-1933)
- 岸田劉生：画家(1891-1929)
- 川上澄生：版画家(1895-1972)
- 蕗谷虹児：挿絵画家、詩人(1898-1979)

### 文学

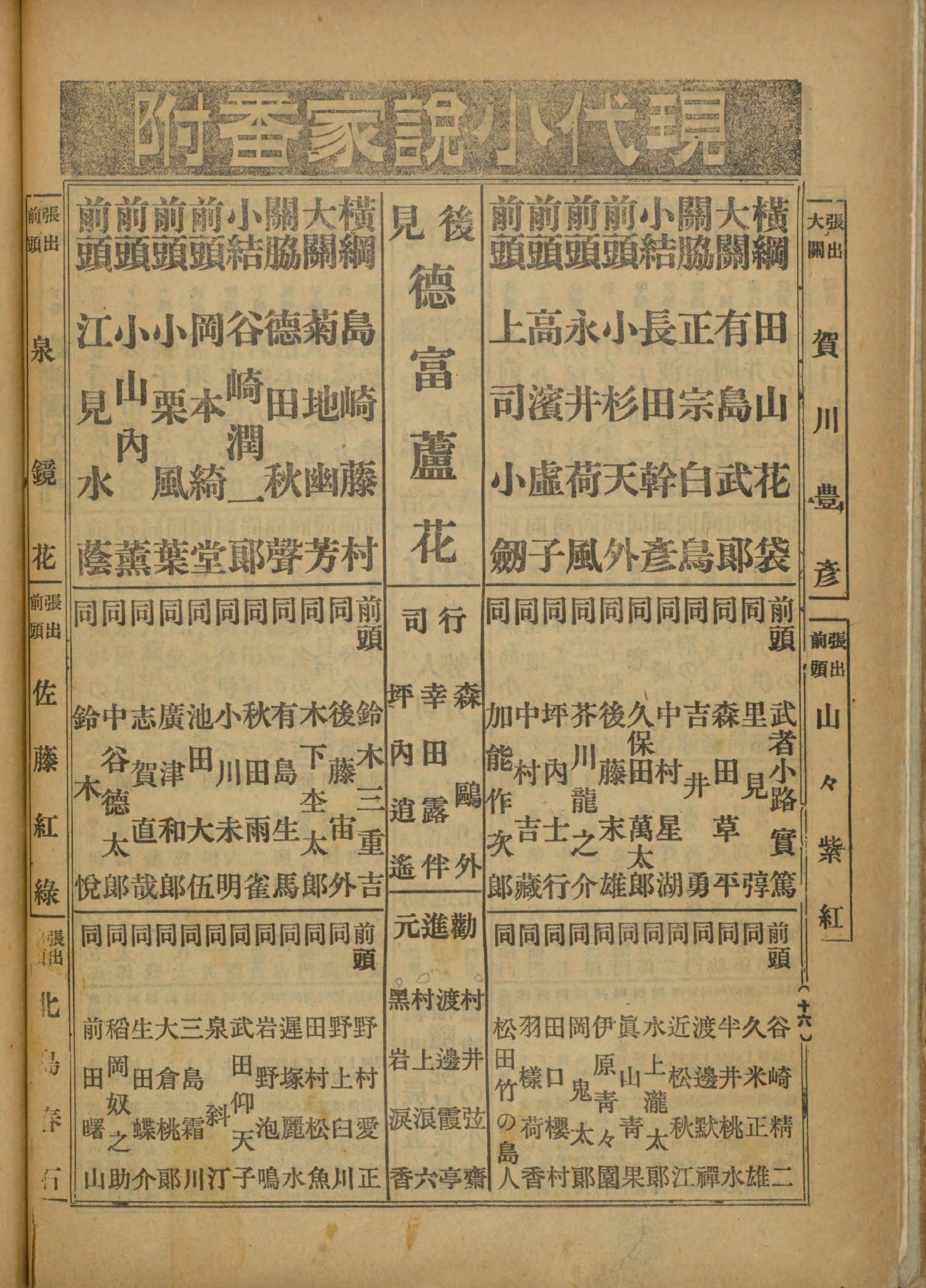
「現代小説家番附」
（『今古大番附:七十余類』1923年）

作者の経験や生活の感情を過剰に追求していった自然主義文学に対して反自然主義文学が登場する。何より美を重視する耽美派や、人道・理想・個人主義を掲げた白樺派は、結果的にロマン主義的な傾向を見せた。1923年（大正12年）に白樺派の人気作家・有島武郎が愛人の波多野秋子と軽井沢の別荘で情死した事件は、当時世間を大いに賑わせ、大正期に流行した自由恋愛や情死・心中事件を代表する出来事となった。
芥川龍之介は挫折から見た優情の世界（『老年』）、極限状況におけるエゴイズム（『羅生門』）、美のために何者をも犠牲にする芸術至上主義（『地獄変』）、キリシタンものや中国趣味に基づく作品（『奉教人の死』『南京の基督』『支那游記』）を書いた。時代の流行と連動しながら、大正の終わりとともに自死した象徴的な作家である。
新聞・雑誌の興隆によって時代小説である「大衆文学」と、現代を舞台にした家庭小説などの「通俗小説」が多く書かれた。中里介山は1913年（大正2年）より大長編小説『大菩薩峠』の新聞への連載を始め、昭和に至って未完のままに終わってしまう。大衆娯楽小説の出発点ともされており、大佛次郎の『鞍馬天狗（1923年（大正12年））』や林不忘の『丹下左膳（1927年（昭和2年））』などの作品連載発表に先んじて、大衆文化の創生に大きく影響を及ぼした。
岡本綺堂の『半七捕物帳（1917年（大正6年））』が推理小説と時代小説を融合させた捕物帳のジャンルを開拓する一方で、科学文明の発達と都市化によって探偵小説を生み出す分析的精神が高まっていった。江戸川乱歩の『D坂の殺人事件』『屋根裏の散歩者』（1925年（大正14年））などは流入者と高等遊民を擁する都市の、人間関係の希薄化とプライバシーへの興味を背景に成立している。
少女雑誌は読者投稿を受け付け、読者欄はコミュニティになった。尾島菊子、尾崎翠、吉屋信子は投稿者から小説家になった作家であり、山田邦子などによる少女小説に影響を受けた吉屋の『花物語』は、女学生間にみられた友愛文化「エス」を表象した小説として少女文化の形成を促進させた。

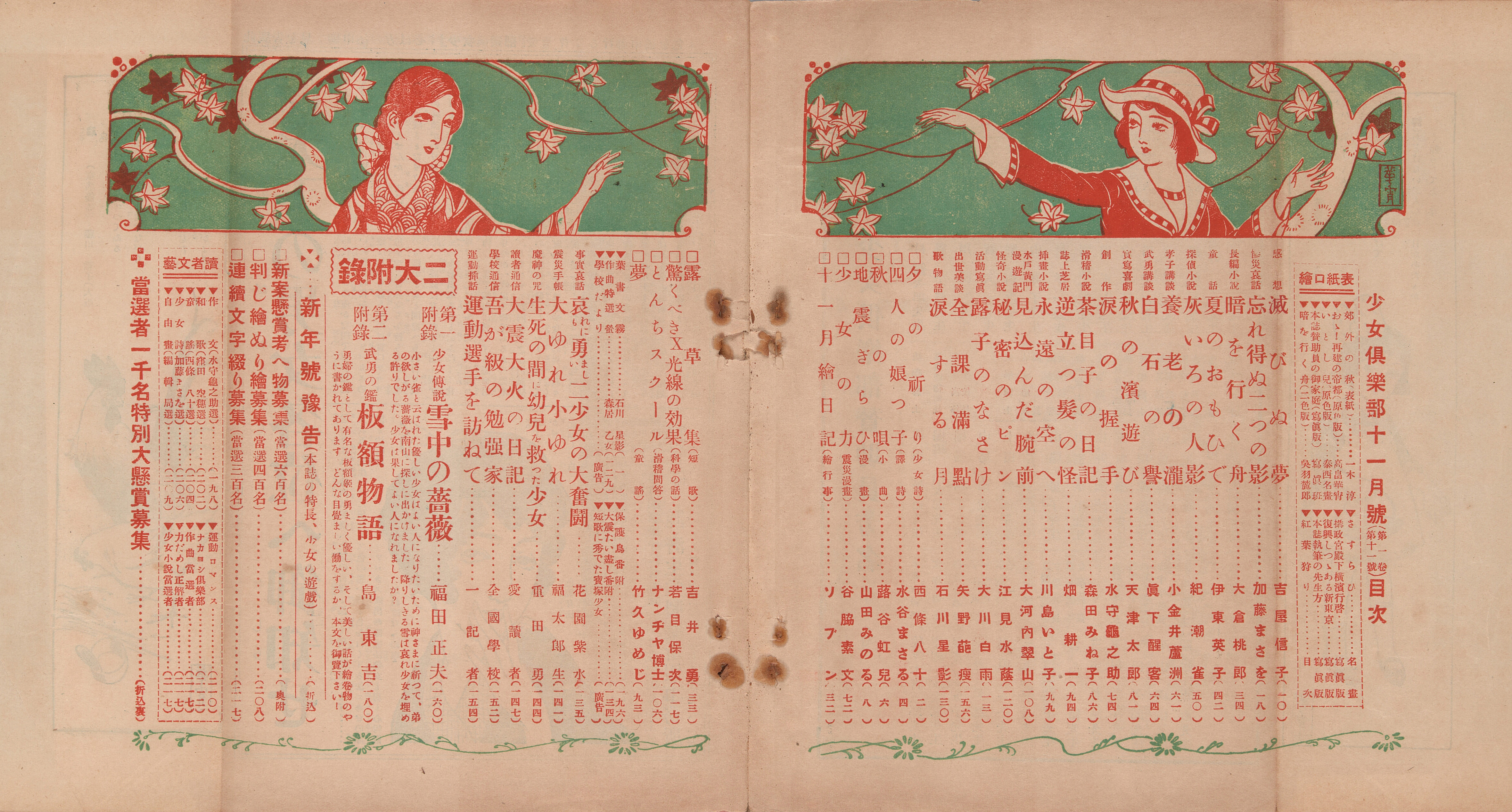
講談社『少女倶楽部』（大正12年11月号）。この翌年には高畠華宵が離脱するが、昭和に入ると模範的・地方型の特色を強めて、親からも支持される少女雑誌として売り上げを伸ばしていった。

- 西條八十：詩人、作詞家、仏文学者(1892-1970)
- 北原白秋：詩人、童謡作家、歌人(1885-1942)
- 島村抱月：文芸評論家、演出家、作家(1887-1918)
- 芥川龍之介：作家(1892-1927)
- 室生犀星：詩人、小説家(1889-1962)
- 久保田万太郎：俳人、小説家、劇作家(1889-1963)
- 萩原朔太郎：詩人(1886-1942)
- 武者小路実篤：小説家、詩人、劇作家、画家(1885-1976)
- 志賀直哉：小説家(1883-1971)
- 有島武郎：小説家(1878-1923)
- 菊池寛：小説家、劇作家、ジャーナリスト(1888-1948)
- 直木三十五：小説家(1891-1934)
- 谷崎潤一郎：小説家(1886-1965)
- 佐藤春夫：詩人・小説家(1892-1964)
- 中里介山：小説家(1885-1944)
- 島崎藤村：小説家、詩人(1872-1943)
- 永井荷風：小説家(1879-1959)
- 柳原白蓮：歌人(1885-1967)
- 吉屋信子：小説家(1896-1973)
- 田村俊子：小説家(1884-1945)

### 音楽・演劇
| 松井須磨子 | 三浦環                           | 尾上松之助 |
| 阪東妻三郎 | 『金色夜叉』の鈴木傳明と浦辺粂子 | 花柳はるみ |
| 英百合子   | 五月信子                         | 川田芳子   |
| 柳さく子   | 筑波雪子                         | 澤蘭子     |

1912年（大正元年）に振付師のローシーが帝国劇場に招聘され、本格的な指導を経たオペラ公演が始まるも、洋楽趣味を持たない観客には不評のまま頓挫する。これに対してオペラの演目を大衆向けに翻案した浅草オペラは、演芸として流行を生み出していった。
1913年（大正2年）、劇団「藝術座」を旗揚げした島村抱月と松井須磨子は、帝国劇場でトルストイの『復活』を上演。劇中歌の『カチューシャの唄』が社会現象となる人気になった。病死から数年後の後追い自殺（1918年（大正7年)   - 1919年（大正8年））に至る関係においては、劇団や演目への好評が大きいだけに政治的圧力や短い期間での破綻が大衆の好奇を刺激した。須磨子の歌った「いのち短し 恋せよ乙女（ゴンドラの唄）」に乗せて、後の芸能人への憧れや自由恋愛の風潮を育む元となった。
三浦環は親の意向で結婚させられながらも声楽に関する活動を続けて、夫である医師の三浦政太郎に同行しベルリンへ留学。第一次世界大戦から逃れてロンドンで『蝶々夫人』のプリマドンナを演じて以降、各国で公演を重ねる国際的な高評価を得た。
日本映画では尾上松之助が大正時代のスター俳優で、また歌舞伎と同様の形態だった女形に代わって「女優」が登場する（純映画劇運動）。大正活映には谷崎潤一郎が脚本家としてかかわった。
- 野口雨情：詩人、童謡・民謡作家(1882-1945)
- 中山晋平：作曲家(1887-1952)
- 山田耕筰：作曲家、指揮者(1886-1965)
- 三浦環：オペラ歌手(1884-1946)
- 田谷力三：オペラ歌手(1899-1988)
- 原信子：オペラ歌手(1893-1979)
- 藤原義江：オペラ歌手(1898-1976)
- 松井須磨子：新劇女優、歌手(1886-1919)
- 花柳はるみ：新劇女優(1896-1962)
- 川田芳子：新派女優(1895-1970)
- 五月信子：新派女優(1894-1959)
- 栗島すみ子：女優(1902-1987)
- 小山内薫：劇作家、演出家、批評家(1881-1928)
- 倉田百三：劇作家、評論家(1891-1943)
- 長谷川時雨：劇作家、小説家(1879-1941)

### 政治家・思想家
日比谷焼打事件以降のデモクラシー思想を吉野作造が主導したほか、石橋湛山のように帝国主義政策へ反発する主張も登場した。阿部次郎による『三太郎の日記（1914年（大正3年））』の流行は明治の修養に代わる教養主義を促し、古典の読書を通して人格の成長を目指す一方で自己内省の煩悶を抱える、大正教養主義のステレオタイプを広めた。宗教的自由主義を含んでいたトルストイの流行や、道徳主義に代わる新教育で育った学生が大正の思想を支えていく。
女性の社会進出とそれに伴う婦人運動が活発になり、下田歌子や津田梅子といった先人を含めた女学校や女子教育関係者、法的・市民的権利の獲得を目指す『青鞜』の関係者が、モダンガールと大正ロマンの風潮として後世に取り上げられている。明治に浪漫派歌人として脚光を浴びた与謝野晶子は男女共学の文化学院の創設に参画し、また平塚らいてうとの母性保護論争を起こすなど評論家として活動を広げていく。
社会主義運動は幸徳事件（大逆事件）の弾圧で冬の時代となったが、ロシア革命の成功、米騒動、物価の高騰化に後押しされてアナキズムとボリシェビズムの隆盛を迎える（アナ・ボル論争）。1916年（大正5年）の日蔭茶屋事件から同12年の甘粕事件に至る間の、思想家・大杉栄と女性解放活動家・伊藤野枝を取り巻く動きについては逐一新聞などで報道され、有名人のスキャンダルとして大衆の好奇の材料ともなった。
大隈重信は人気獲得にメディアを駆使しており、演説をレコードに録音し配布する選挙戦なども展開した。原敬は四大政綱を掲げ交通・教育・国防・産業の政策を実行し、デモクラシーの機運を後押しする形になった。
- 吉野作造：政治学者、思想家(1878-1933)
- 長谷川如是閑：ジャーナリスト、思想家、政治家(1875-1969)
- 阿部次郎：哲学者・美学者・作家(1883-1959)
- 宮武外骨：ジャーナリスト、著作家(1867-1955)
- 大杉栄：無政府主義者、思想家、作家(1885-1923)
- 伊藤野枝：思想家、作家、婦人解放運動家、無政府主義者(1895-1923)
- 平塚らいてう：思想家、評論家、婦人解放運動家、作家(1886-1971)
- 与謝野晶子：歌人、作家、思想家(1878-1942)

### 実業家・収集家
資本家や明治大正を通して財を成した実業家たちは趣味（数寄者）、社会貢献、あるいは海外流出の懸念から美術品の収集をするほか、文化活動の支援（パトロン）をしている。松方幸次郎は1916年（大正5年）からの10年間で1万点に及ぶ収集をして松方コレクションを作り上げた。大倉喜八郎は1917年（大正6年）に国内最初の私立美術館・大倉集古館を設立した。
小林一三は電鉄業維持のために住宅販売や動物園開設など都市化を進める多角的な経営を行い、1913年（大正2年）宝塚の温泉娯楽施設で宝塚唱歌隊（宝塚少女歌劇団）を始めた。長崎の永見徳太郎は南蛮美術を収集する傍ら芥川龍之介、竹久夢二とも交流したことで、明治末の帝室博物館展示に端を発する南蛮ブームを継ぎ、大正の文芸にもみられるキリシタン的題材の深化と南蛮趣味の拡散に関わった。
山本唯三郎は教育機関に寄付をした一方で、紙幣を燃やして暗い玄関を照らした言動が風刺画となり（成金栄華時代）、後世の歴史教科書に採用されて成金のエピソードとして伝わっている。
- 小林一三：実業家、政治家(1873-1957)
- 永見徳太郎：実業家(1890-1950)
- 柳宗悦：美術評論家、思想家(1889-1961)

## 「大正ロマン」を色濃く表現する後世の作品
桑原武夫や南博などによって1960年代から大正時代と文化の再評価が始まり、文芸・美術の紹介を通して1970年代には大正のロマン主義、「大正ロマン」という言葉が現れるようになった。レトロブームともかかわりながら、ファッション・漫画・ゲーム・アニメなどのサブカルチャーの題材として扱われ、文明開化から戦間期を背景にしたそのイメージを定着・拡大してきた。
『月刊漫画ガロ』の連載作家だった林静一は、歌謡曲に対する興味からさかのぼって「赤い鳥運動」で作られた童謡に着目し、童謡をモチーフにした画集『紅犯花』を1970年に発表した。『ガロ』はアングラな傾向の雑誌で知られ、竹久夢二を自由への憧れと庶民への郷愁の面から再評価していた秋山清も、1970年の同誌に夢二論の連載を始めている。林が少女を描いた『ガロ』の表紙を発注イメージにして、1974年からロッテのキャンディ『小梅』のアートディレクションは始まった。甘い飴に対してすっぱい飴を提案することに重ねて、高度経済成長を経た社会に対して和装の少女画を採用するインパクトを追求した若手チームによる企画であった。吉永小百合、山口百恵がそれぞれ主演した歴代の『伊豆の踊子』の映画から影響を受けて、消えゆく日本美と少女の恋を通俗性を保ちながら表現した。
1975年に海外で広告賞を受賞したアニメCM『小梅』は、当時の読売新聞では「大正ロマンのムードをそのまま絵にしたCM」と評価された。同じ年には『はいからさんが通る』の漫画連載が始まり、奔放なヒロインのメロドラマとして人気を博した。作者が親しんだ落語「お婆さん三代姿」や俗曲からストーリーを着想し、波乱の時代を明るく乗り越えていく女学生が設計され、実際の連載としては王道の本筋に破壊的なヒロインの花村紅緒とギャグを織り交ぜる挑戦的なものとなった。時代遅れのCMと見ていた日本の広告業界、歴史物はウケないとされていた当時の少女漫画の常識を覆す好評であった。型破りな意図で大正時代と少女のロマンスを描いた両作品は、文学史的・美術史的な意味のロマンティシズムとは異なる「大正ロマン」ブームの火付け役になった。
映画監督の鈴木清順は『紅犯花』を評価した縁で、林と『ガロ』に関わりを持っていた。前衛的で不可解ともされてきた鈴木の作風が、夢想的な映像美学に昇華された監督作『ツィゴイネルワイゼン』は、1980年に国内外で高い評価を得て「(大正)浪漫三部作」に展開していく。
『はいからさんが通る』はさらに南野陽子が主演した実写映画のヒットで、女子大学生が卒業式に袴を履く現象を生み出すに至っている。映画公開の1987年は「昭和30年代」を筆頭とする懐古ブームの最中にあり、大正浪漫と文豪の佇まいに憧れる現代の男を描いた『大正野郎』も発表されている。同時期に映画化もされた『帝都物語』は、史実を横断しながら呪術や陰陽道が入り乱れる伝奇的な世界観と、後の創作に影響を残すビジュアルの怪人・加藤保憲を描いた。
1996年の『サクラ大戦』は架空の元号「太正」でスチームパンクを展開、大正ロマンを素材にして大正風の世界を構築した代表作となった。女学生がロボットに乗り戦う企画案を聞かされ、脚本家がたとえて挙げたタイトルは『帝都物語』と『はいからさんが通る』であった。2002年にはアンティーク着物を扱ったファッション雑誌が登場し、少女感と乙女感を重視した着物ブームが起きる。
言葉の浸透とともに、史料に基づかないものにまで拡大解釈されて、現代的な和服や大正時代と関係のない創作も「大正ロマン」とされるケースがみられるようになる。一方、2020年代にはファンタジーから発展して、大正文化への注目や企画の制作につながっている。『鬼滅の刃』は人気を高めるうちに、劇場版アニメで日本歴代興行収入第1位を記録する社会現象となり、リバイバルを牽引する存在となった。明治大正の社会イメージを世界観に取り込んだ『わたしの幸せな結婚』は、近代日本を舞台にした和風ファンタジー小説のブームを起こしている。

### 小説 など
- 小説『春の雪』（作・三島由紀夫 1965年 雑誌「新潮」連載）：『豊饒の海』4部作（「春の雪」「奔馬」「暁の寺」「天人五衰」）の第1部。2005年東宝により映画化
- 小説『美は乱調にあり』（作・瀬戸内晴美 1966年 文藝春秋社）：大杉栄・伊藤野枝の生涯を描く
- 小説『鬼の栖～本郷菊富士ホテル』（作・瀬戸内晴美 1967年 河出書房）
- 小説『帝都物語』神霊篇・魔都篇・大震災篇・龍動篇（作：荒俣宏 1983年 - 1984年連載・1985年・1986年）：1988年実写映画化
- 小説『自由戀愛』 （作：岩井志麻子 2002年）：2005年原田眞人監督によりドラマ化・映画化（『自由戀愛 -bluestockings-』）
- 小説『大正野球娘。』（作・神楽坂淳 2007年 - ）：2009年TVアニメ化
- 小説『乙女なでしこ恋手帖』（作・深山くのえ 2011年 - 2019年）：大正3年の東京を舞台とした恋愛小説。第2巻では、少女小説では初となる、アニメDVD付特装版が発売された
- 小説『わたしの幸せな結婚』（作・顎木あくみ 2019年 - ）[371]：2023年から映画化・TVアニメ化

### 映画・TVドラマ など
- 映画『エロス+虐殺』（監督：吉田喜重 1970年・ATG）：「日蔭茶屋事件」 - 「甘粕事件」
- 映画『宵待草』（監督：神代辰巳 1974年）
- 映画「浪漫三部作」（監督：鈴木清順）
  - 『ツィゴイネルワイゼン』（1980年）
  - 『陽炎座』（1981年）
  - 『夢二』（1991年）
- TVドラマ『花へんろ』（脚本：早坂暁 1985年・NHK放送）：副題には「風の昭和日記」とあるが、ドラマ前半部での、時間差をおいて地方への文化伝播の表現は「大正ロマン」といえる
- 映画『華の乱』（監督：深作欣二・原作:永畑道子 1988年）
- 映画『化粧師 KEWAISHI』（監督：田中光敏・脚本：横田与志 2002年）：石ノ森章太郎の漫画『八百八町表裏 化粧師』（舞台背景は江戸時代）を大正時代に置き換えている
- 映画『シルバー假面』（監督：実相寺昭雄 2006年）
- TVドラマ『探偵ロマンス』（脚本：坪田文 2023年・NHK放送）
  - TV番組『美の壺』File573「和と洋の出会い 大正ロマン」（2023年・NHK）：ドラマの宣伝コラボ企画として放送

### 漫画・アニメ など
- CM『小梅』（アートディレクション：林静一 1974年他 ロッテ）
- 漫画『はいからさんが通る』（作：大和和紀 1975年 - 1977年）：アニメ・TVドラマ・映画・舞台化
- 漫画『あすなろ坂』（作：里中満智子 1977年 - 1980年 『mimi』連載）[372]
- 漫画『菊坂ホテル』（作・上村一夫 1983年『小説王』連載／1985年 角川書店）[373]
- 漫画『大正野郎』（作：山田芳裕 1987年）
- 漫画『いのち短し恋せよおとめ』（作：新名あき 1998年 - 1999年）
- 漫画『幻影博覧会』（作：冬目景 2000年 - 2011年）：大正時代半ばの帝都東京が舞台
- 漫画『アイしてまこと! 恋するヲトメスタア』（作：南天佑・原作：ヴァイオレット 2008年 - ）
- 漫画『大正四葉セレナーデ』[374]（作：香月ゆら 2012年 - 2016年）
- 舞台『MARS RED』（作：藤沢文翁 2013年）：2021年TVアニメ化
- 舞台『大正探偵シリーズ』（脚本・演出：鈴木茉美 2013年 - ）
- 漫画『大正処女御伽話』（作：桐丘さな 2015年 - 2017年）：2021年TVアニメ化
- 漫画『百貨店ワルツ』（作：マツオヒロミ 2016年）：2022年に開催された展覧会「大正ロマン×百段階段」でコラボレーション[375]
- 漫画『鬼滅の刃』（作：吾峠呼世晴 2016年 - 2020年）：2019年からアニメ化
- 漫画『MAO』（作：高橋留美子 2019年 - ）
- 漫画『紡ぐ乙女と大正の月』（作：ちうね 2019年 - 2024年）：大正時代の東京・軽井沢が舞台
- CM『どんぎつねシーズン2 耳そこなんですか？篇』（キャラクターデザイン：モリタイシ、アニメーションディレクター：加藤ふみ[376] 2022年 日清食品）

### コンピュータ・ゲーム など
- アドベンチャーゲーム『藤堂龍之介探偵日記』シリーズ（1988年）
- シミュレーションゲーム『サクラ大戦』シリーズ（1996年）：メディアミックス化
  - 楽曲『檄!帝国華撃団』（1996年）
- アドベンチャーゲーム『御神楽少女探偵団』シリーズ（1998年）
- コンピュータRPG『デビルサマナー 葛葉ライドウ 対 超力兵団』（2006年）：大正20年という時代の架空の世界を背景としている
- 成人向けアドベンチャーゲーム『恋文ロマンチカ』（2009年）
- 成人向けボーイズラブゲーム『大正メビウスライン』（2012年）
- ミステリイADV『さくらの雲*スカアレットの恋』（2020年）

### 音楽 など
- アルバム『改造への躍動』（ゲルニカ 1982年）：レトロブームに先駆け大正～昭和初期風のアートワークを採用
- 楽曲『1925』（とみー(冨田悠斗)・ちほ・初音ミク 2009年）：漫画化
- 楽曲『千本桜』（黒うさP・一斗まる・初音ミク 2011年）：舞台化・メディアミックス化・歌舞伎化
- 楽曲『大正浪漫』（YOASOBI 2021年）
  - 小説『大正ロマンス』（作：NATSUMI 2021年 双葉社）：楽曲の原作小説。大正と令和との時を越えた恋愛を描く。リリースとあわせて『大正浪漫』に改題し刊行された[377]

## 関連する展覧会
- 「竹久夢二の世界展：生誕90年記念：ロマンの芸術と生涯」（1974年、京王百貨店）：河北倫明が明治のロマン主義芸術と夢二を比較して考察[378]
- 「大正ロマン」展（1978年、サントリー美術館）：大正ロマンを冠した最初期の展覧会。夢二以外の芸術運動を多く扱うアカデミックな認識の展示[2]
- 「Taisho Chic: Japanese Modernity, Nostalgia, and Deco」（2002年、ホノルル美術館）：2004年にアメリカ各地を、2007年に「大正シック展」として東京都庭園美術館など日本国内を巡回
- 「大正ロマン昭和モダン展 竹久夢二・高畠華宵とその時代」（2007年 - 2018年、企画：イー・エム・アイ・ネットワーク）：全国20会場以上を巡回した叙情画展
- 「躍動する魂のきらめき 日本の表現主義」（2009年、栃木県立美術館 他）：1910年代から1920年代の創造的な作品群を「表現主義」と捉え直す展覧会[379]
- 「大正イマジュリィの世界」（2010年・2018年 - 、企画：キュレーターズ）：フランス語の「imagerie」が指すイメージ図像、印刷物や装丁を紹介
- 「大正ロマン×百段階段」（2022年・2023年、ホテル雅叙園東京・百段階段）：現代のイラストレーターと工芸作家を大きく扱う

## 大正ロマンを体験できる施設
- 松本民芸館（1962年・長野県）：大正時代に起きた民藝運動の時代の品が多く所蔵されている
- 竹久夢二伊香保記念館（1981年・群馬県）
- 弥生美術館、竹久夢二美術館（1984年、1990年・東京都）
- 蕗谷虹児記念館（1987年・新潟県）
- 高畠華宵大正ロマン館（1990年・愛媛県）
- 大正ロマン館（1993年・兵庫県）
- 江戸東京たてもの園（1993年・東京都）[380]
- 富士見高原のミュージアム（1994年・長野県）

計画都市・まちづくり
- 銀山温泉（1986年「銀山温泉家並保存条例」制定・山形県）[381]
- 日本大正村（1988年・岐阜県）
- 大正浪漫夢通り（1995年・埼玉県）
- 阿波大正浪漫 バルトの庭（2010年 - 2015年閉園・徳島県）
- 大正ロマンエリア（2020年・群馬県）

### 建築
文学や美術と同じく、1970年代から建築も紹介されている。また経済の好況を背景に民間企業や教育機関にも西洋建築が広まり、ジョサイア・コンドルに学んだ辰野金吾、辰野に師事した第二世代の建築家たち、加えてフランク・ロイド・ライトなどが、本邦初の建築論を展開しながら「大正モダン建築」を手掛けている。財界人の邸宅が、本格的な洋館や贅を尽くした意匠で地方にも造られた。
文化住宅、アール・ヌーヴォー、ユーゲント・シュティール、セセッション様式、スパニッシュ様式、大正期までの和洋折衷建築や歴史主義建築が特筆される建築スタイルであるが、洋風に限らず近代和風建築も含まれる。煉瓦造の西洋建築や倉庫は、関東大震災で耐震性が見直されるまで国内各地に作られた。大正期や戦前に建てられ現存する近代建築が「大正ロマン」を掲げて公開されたり、現代の日常とは異なる空間を演出するレトロな施設・店舗として再利用・再現されたりするケースがみられる。

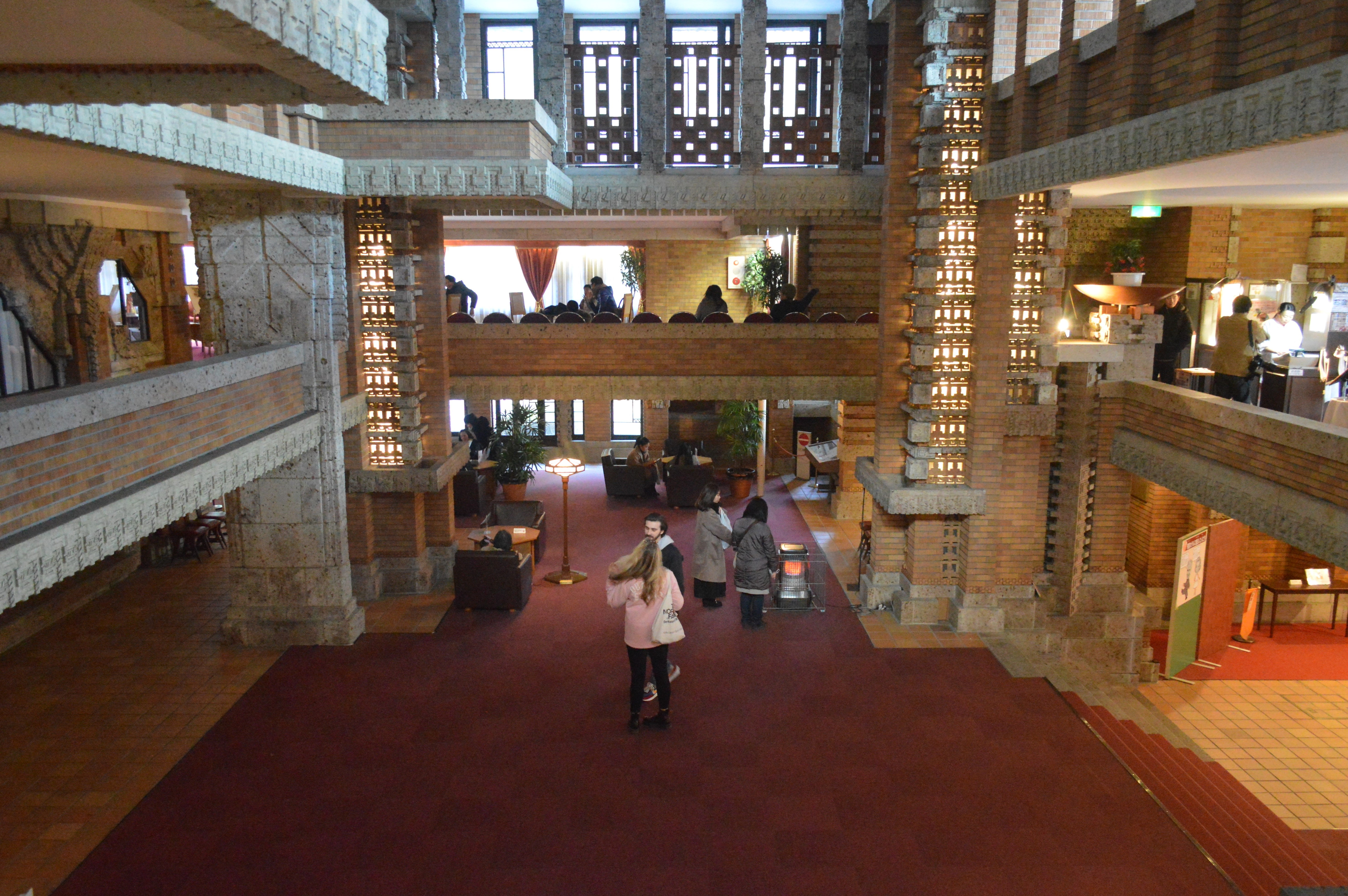
博物館明治村 帝国ホテル中央玄関[384]（大正12年）
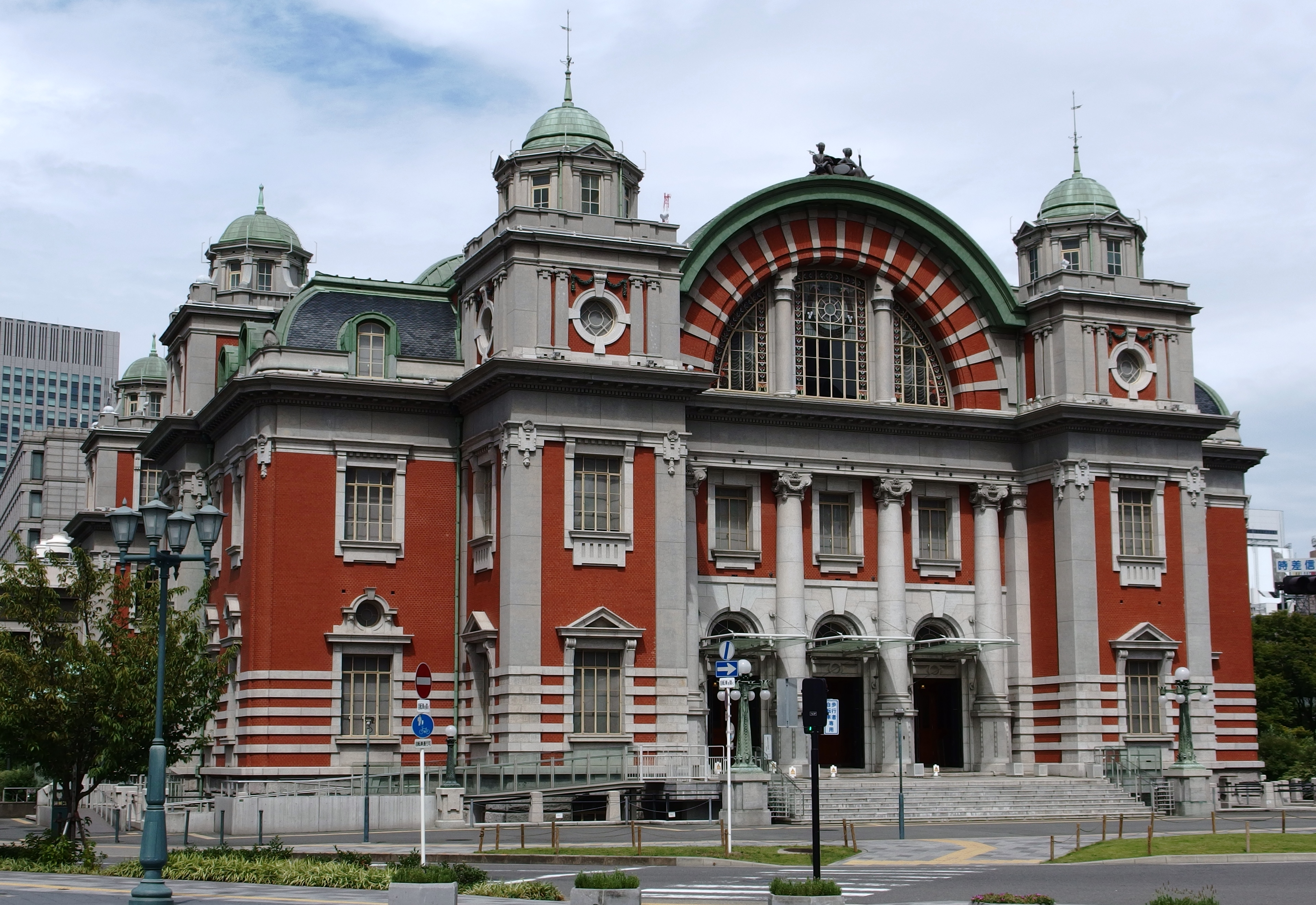
大阪市中央公会堂[384]（大正7年）岩本栄之助の寄付で建設された
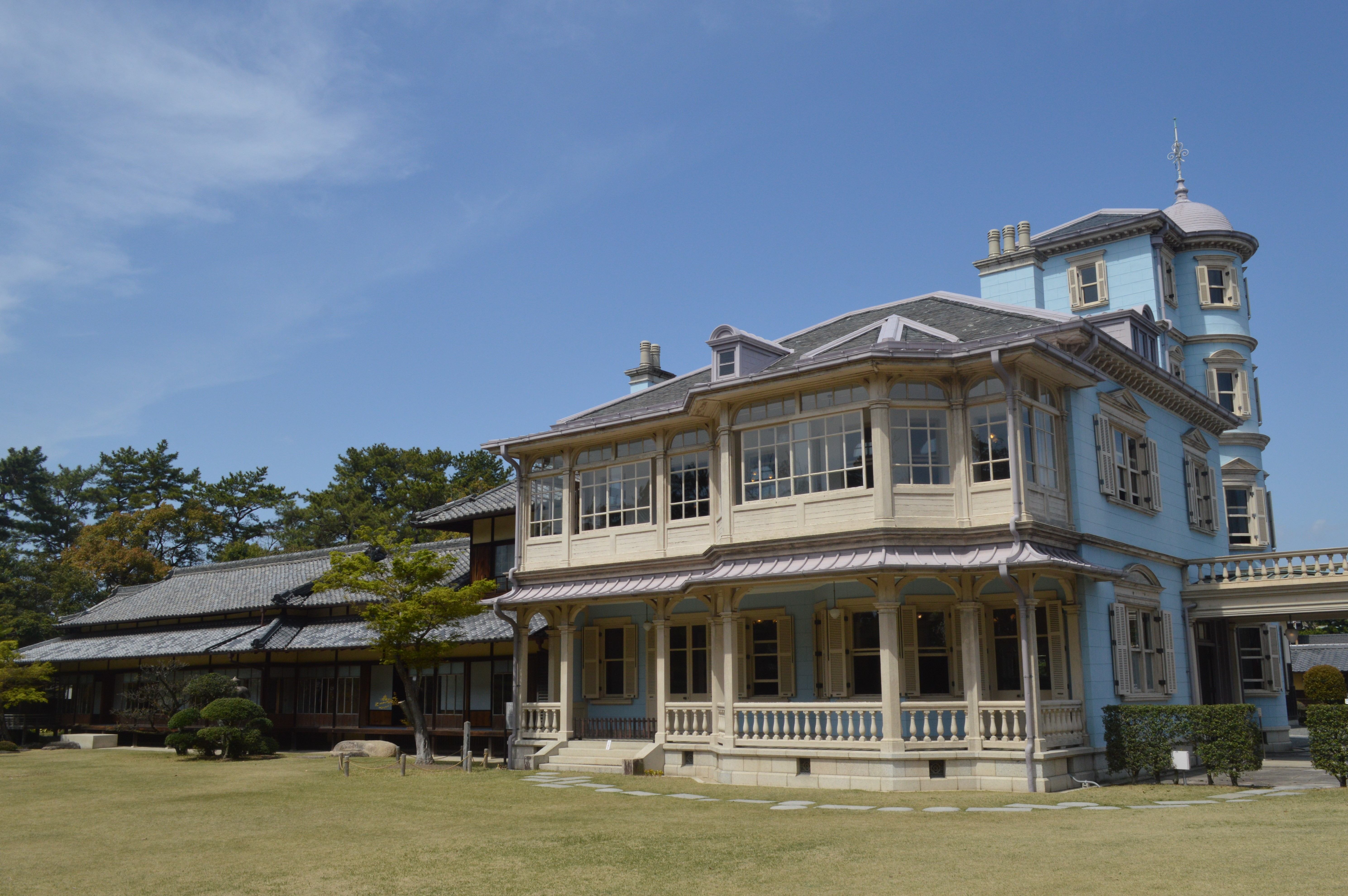
六華苑（大正2年）実写映画『わたしの幸せな結婚』のロケ地のひとつ
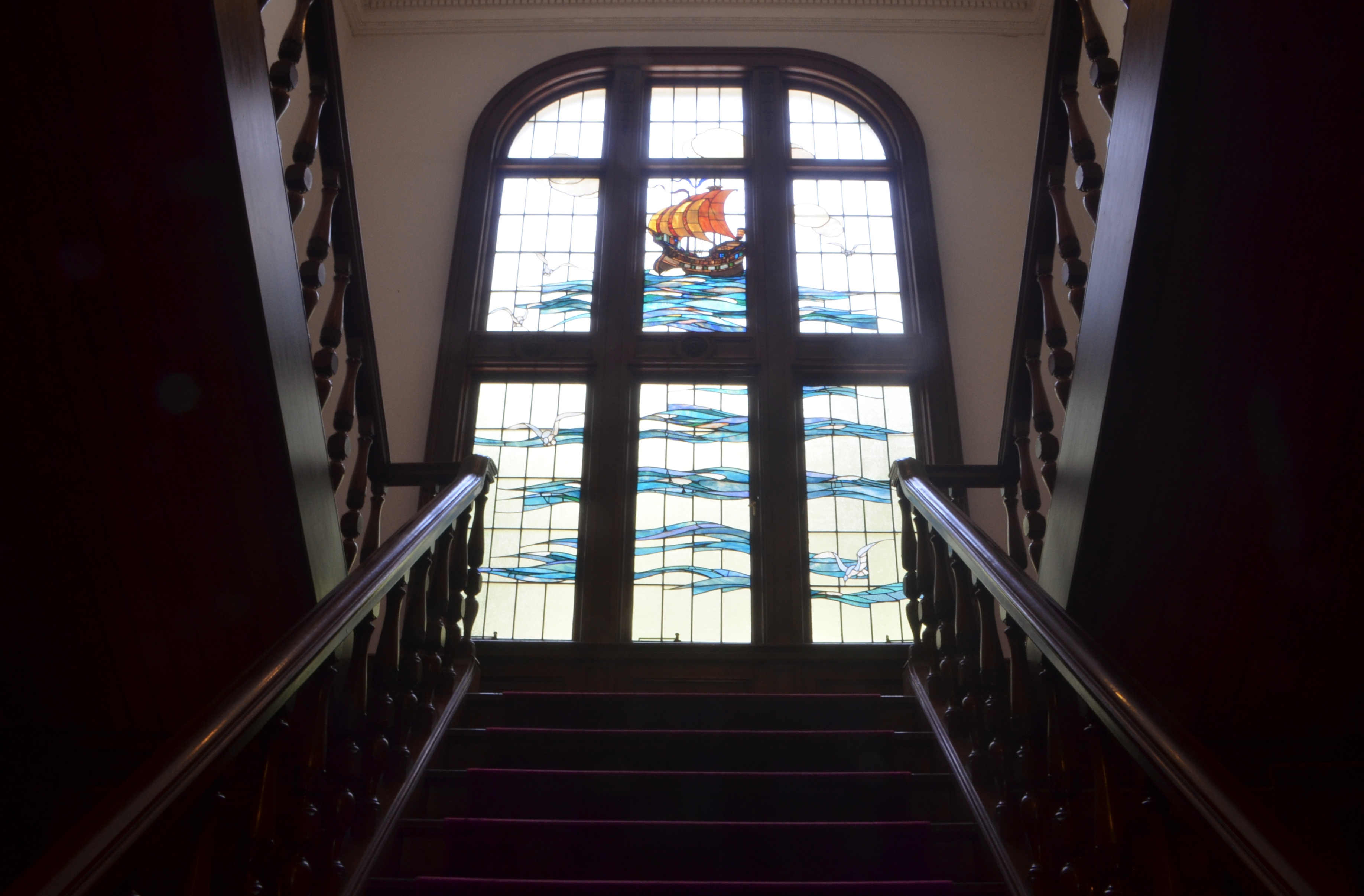
ステンドグラス（萬翠荘、大正11年）

明治まで難航していた板ガラスの国内製造が、第一次世界大戦による大戦景気と輸入途絶で活性化した。円筒法や板引法を用いて製造された板ガラスは表面にうねりと規則的な波形があり、昭和以降の平滑なガラスと区別して「大正ガラス（大正硝子）」とも呼ばれる。装飾ではステンドグラスの需要が増えて、大正を挟む日露戦争後から世界恐慌まで成熟期を迎えている。イギリスのヴィクトリアンタイルを発展させた和製マジョリカタイルも開発され、大正期に生産された。

## ギャラリー

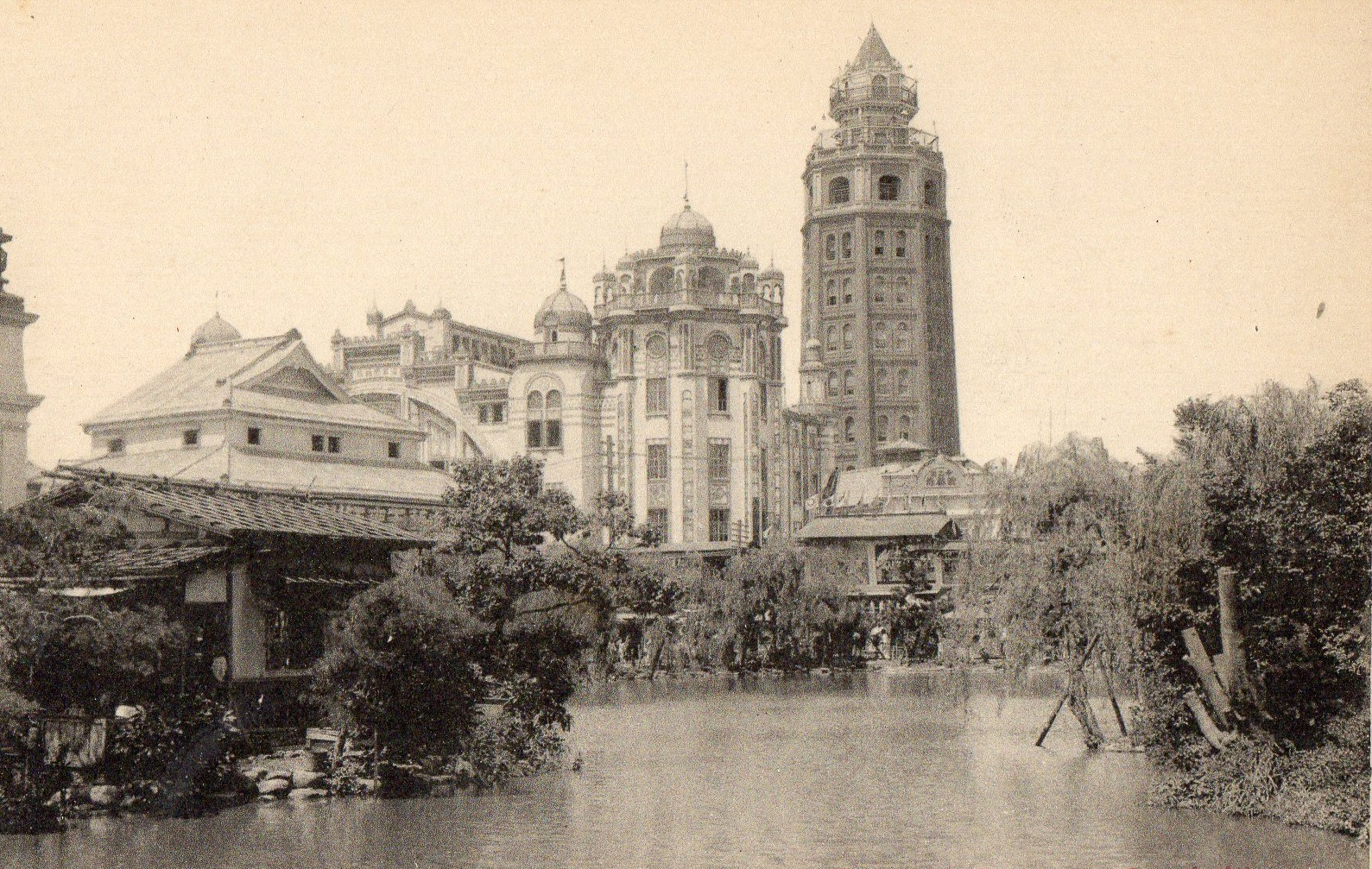
凌雲閣・浅草十二階（明治23年～大正12年）
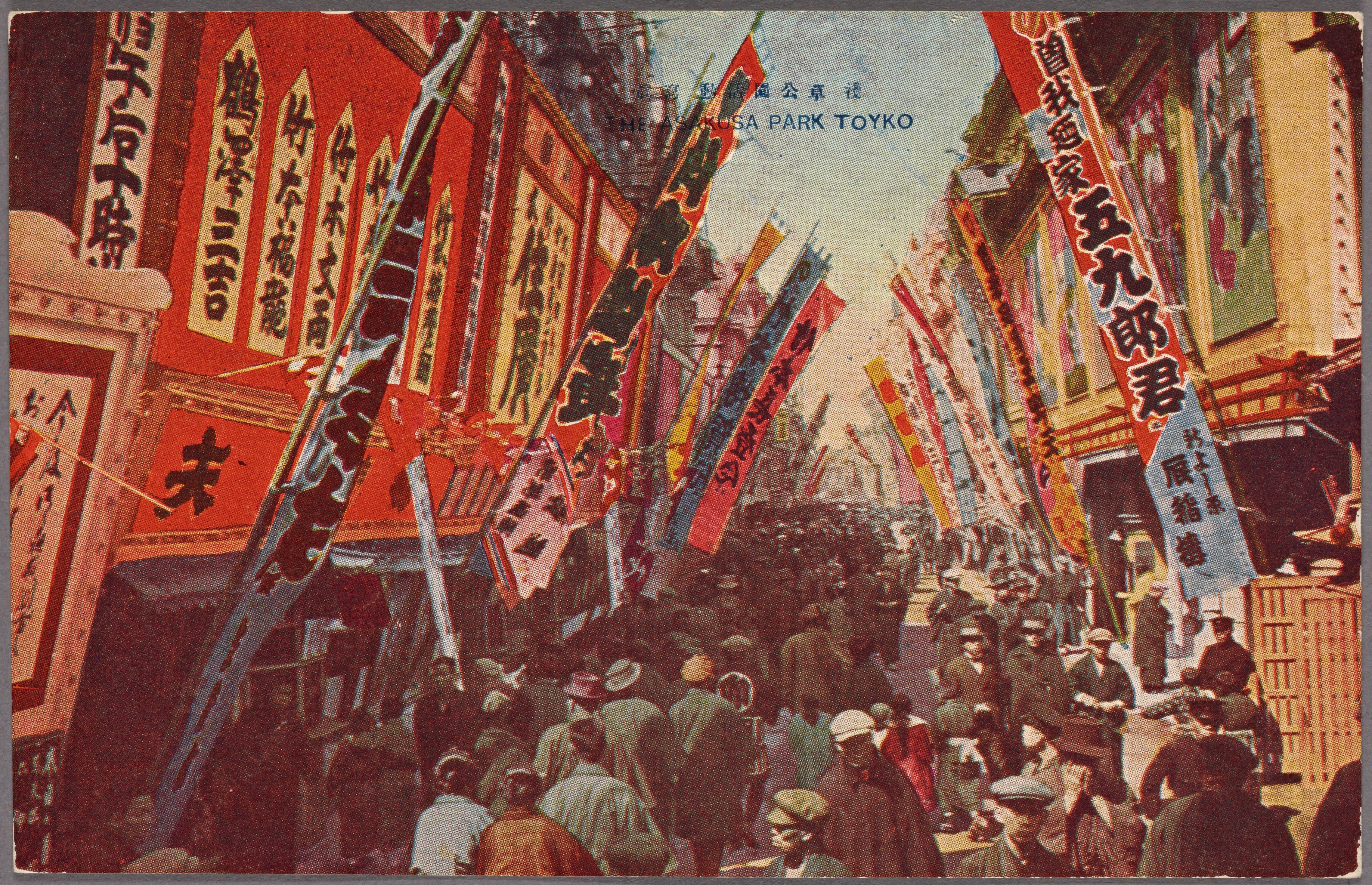
浅草公園の活動写真館（大正11年絵葉書）
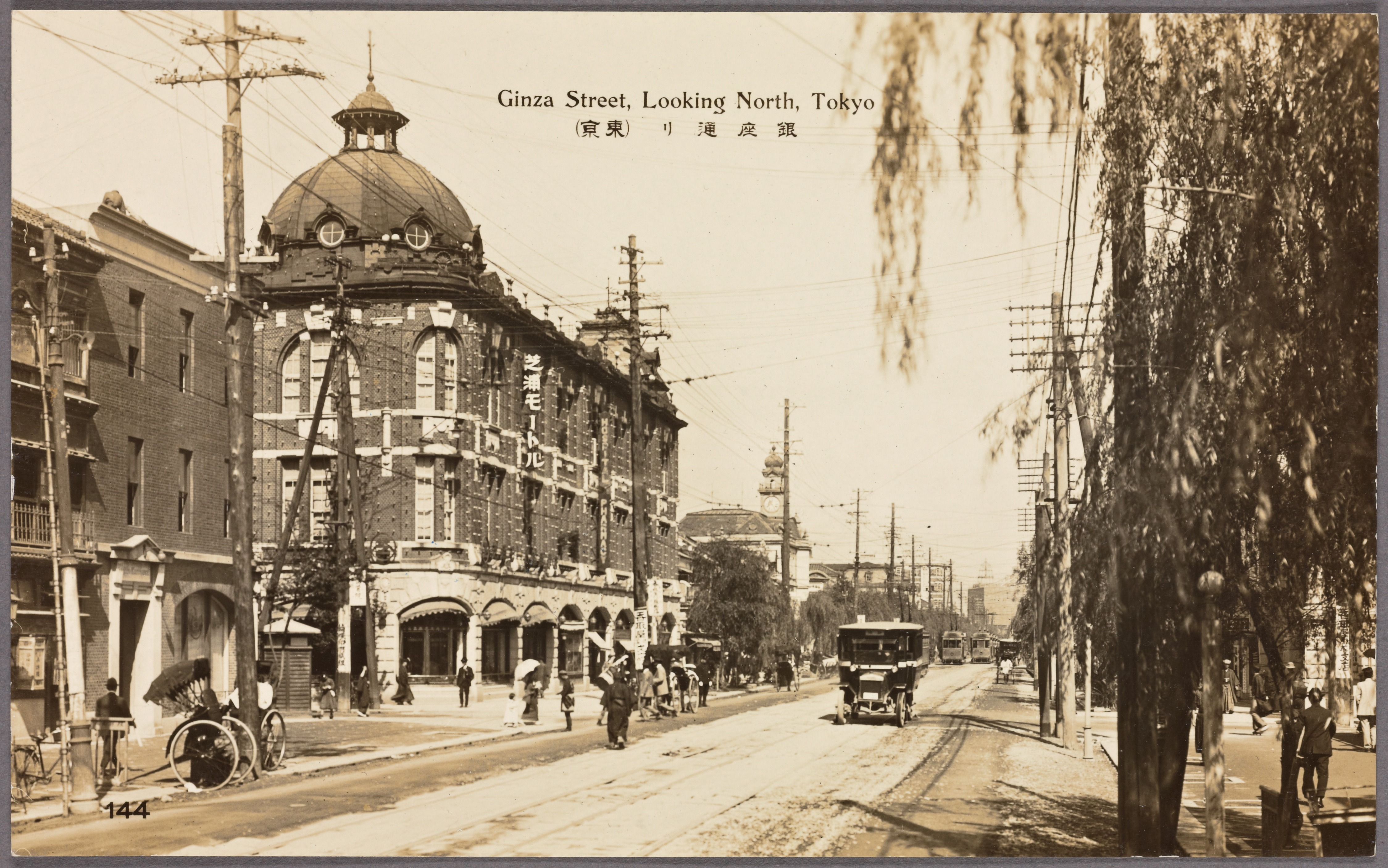
銀座通り（大正10年絵葉書）
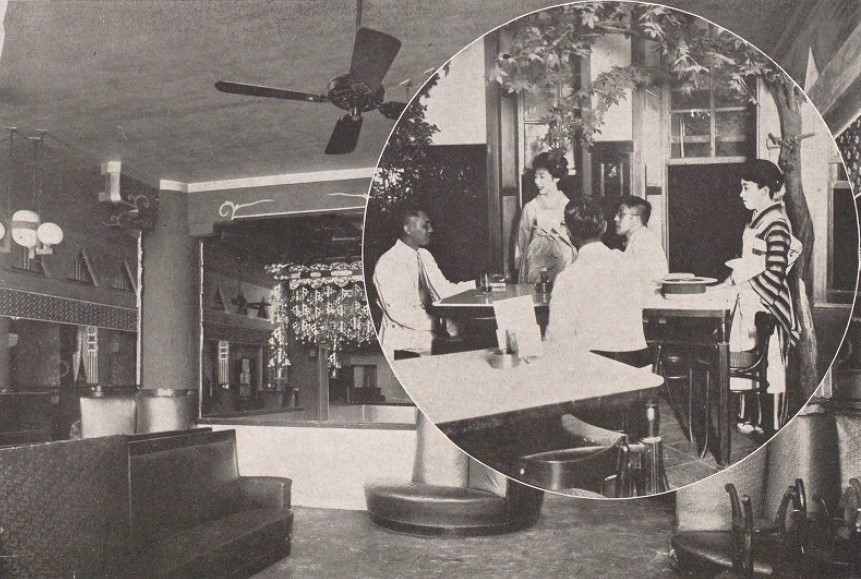
カフェ・クロネコ（背景・昭和2～5年）、カフェー・タイガー（右・大正13年～昭和10年）
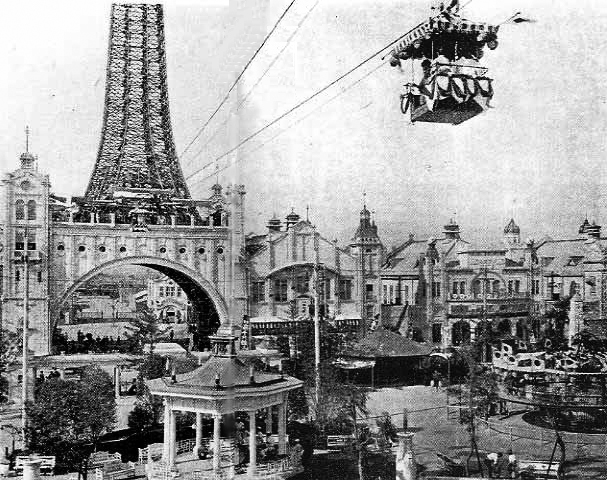
初代通天閣（明治45年～昭和18年）
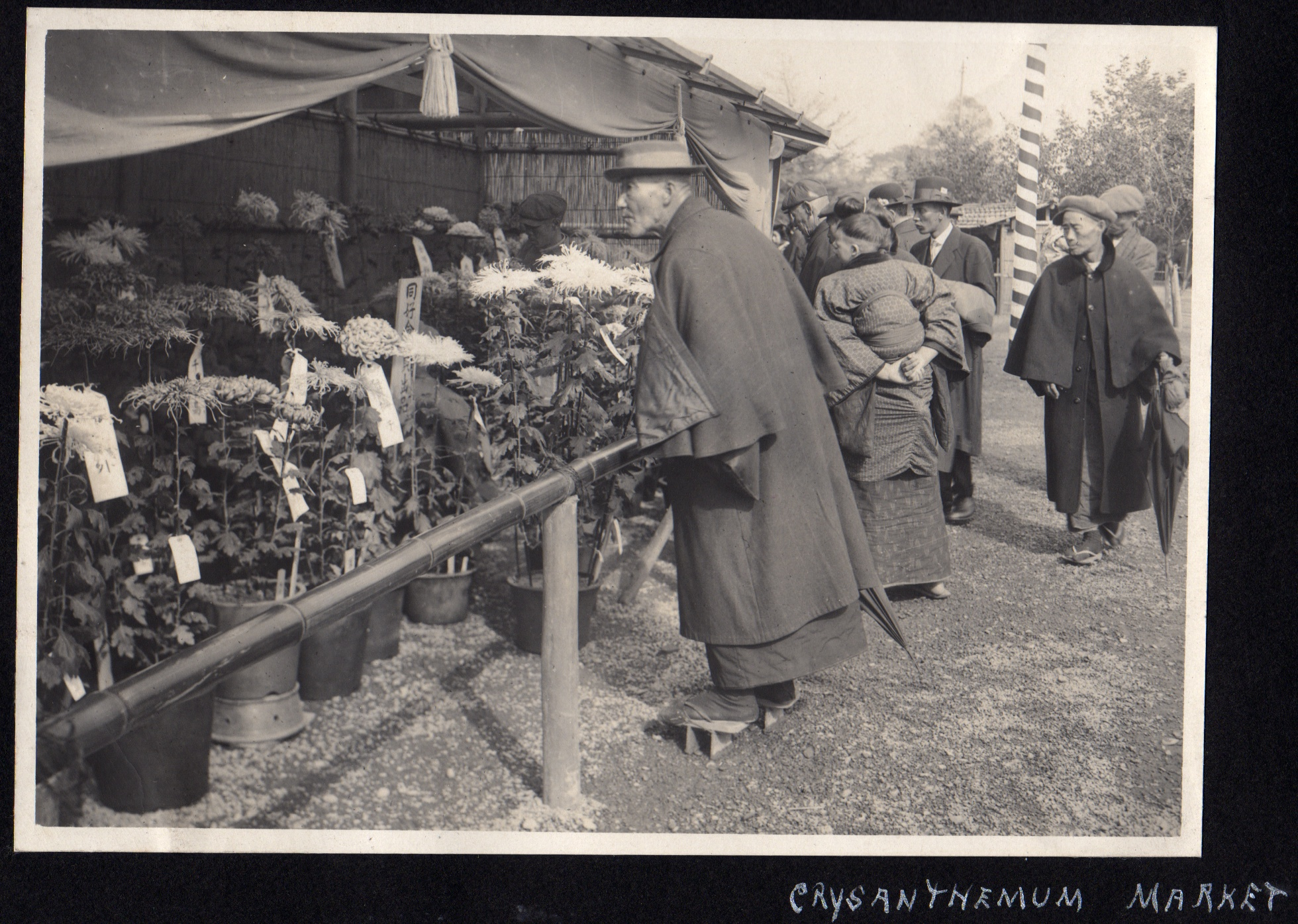
インバネスコート（大正3年）
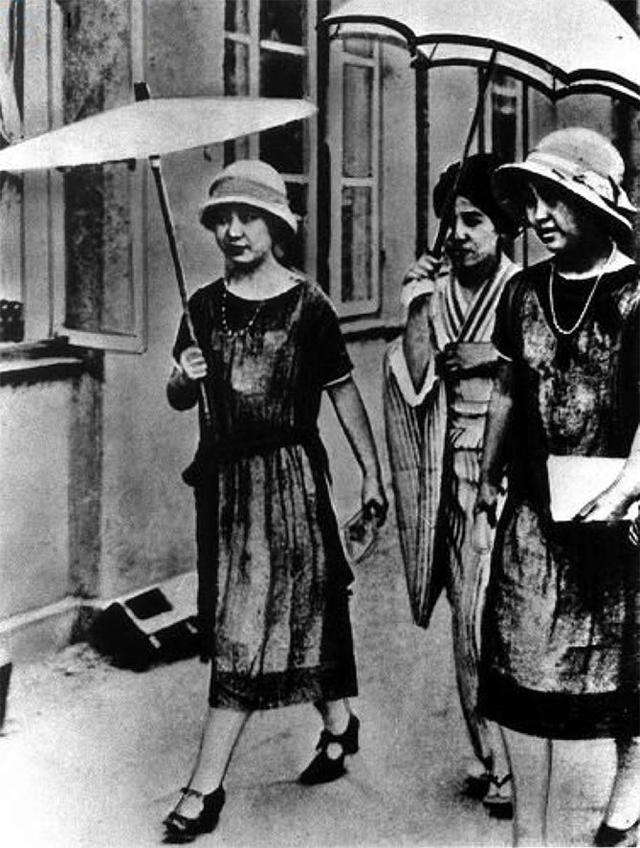
モダンガール（大正13年）
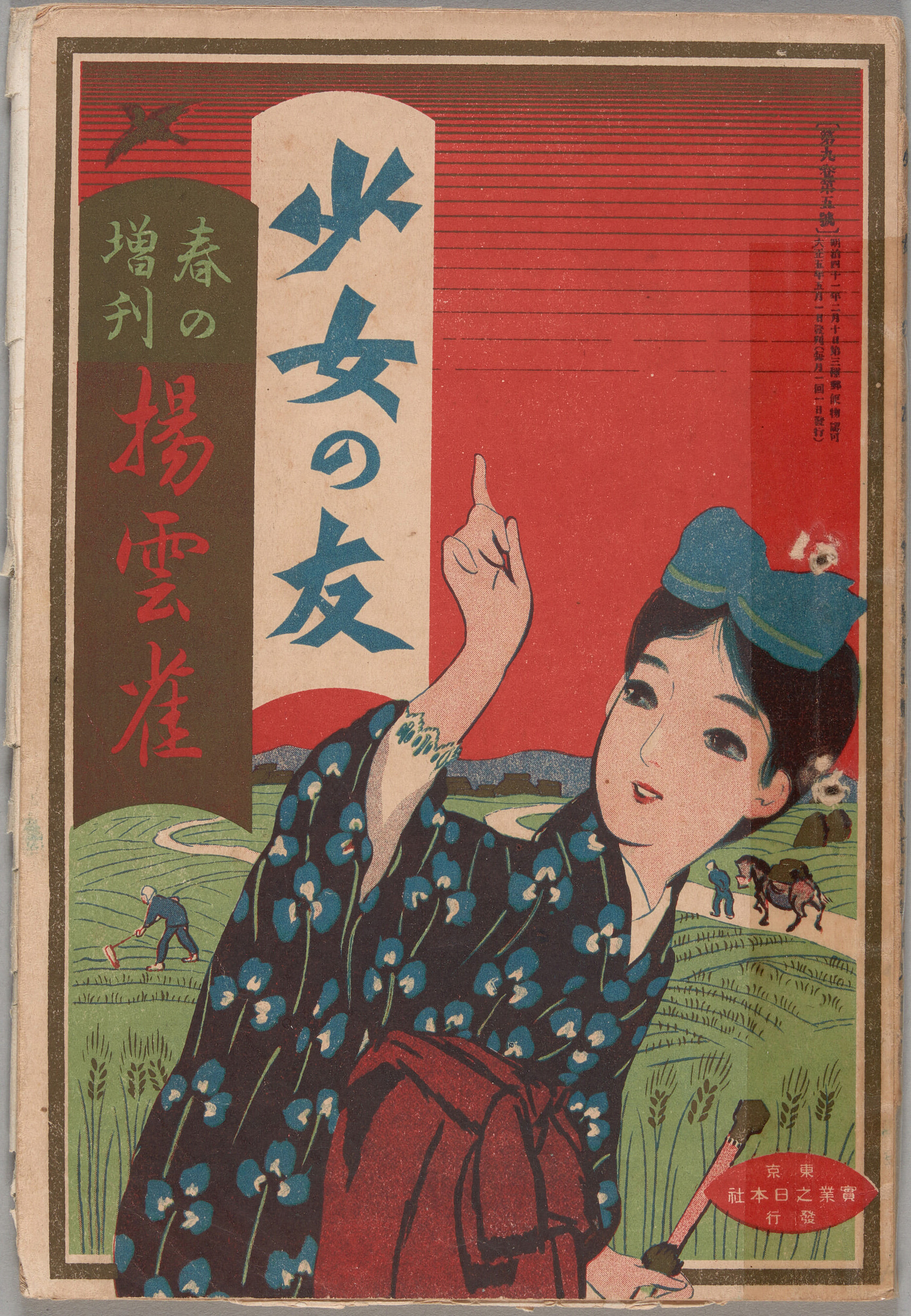
実業之日本社『少女の友』（大正5年4月号、川端龍子・画）
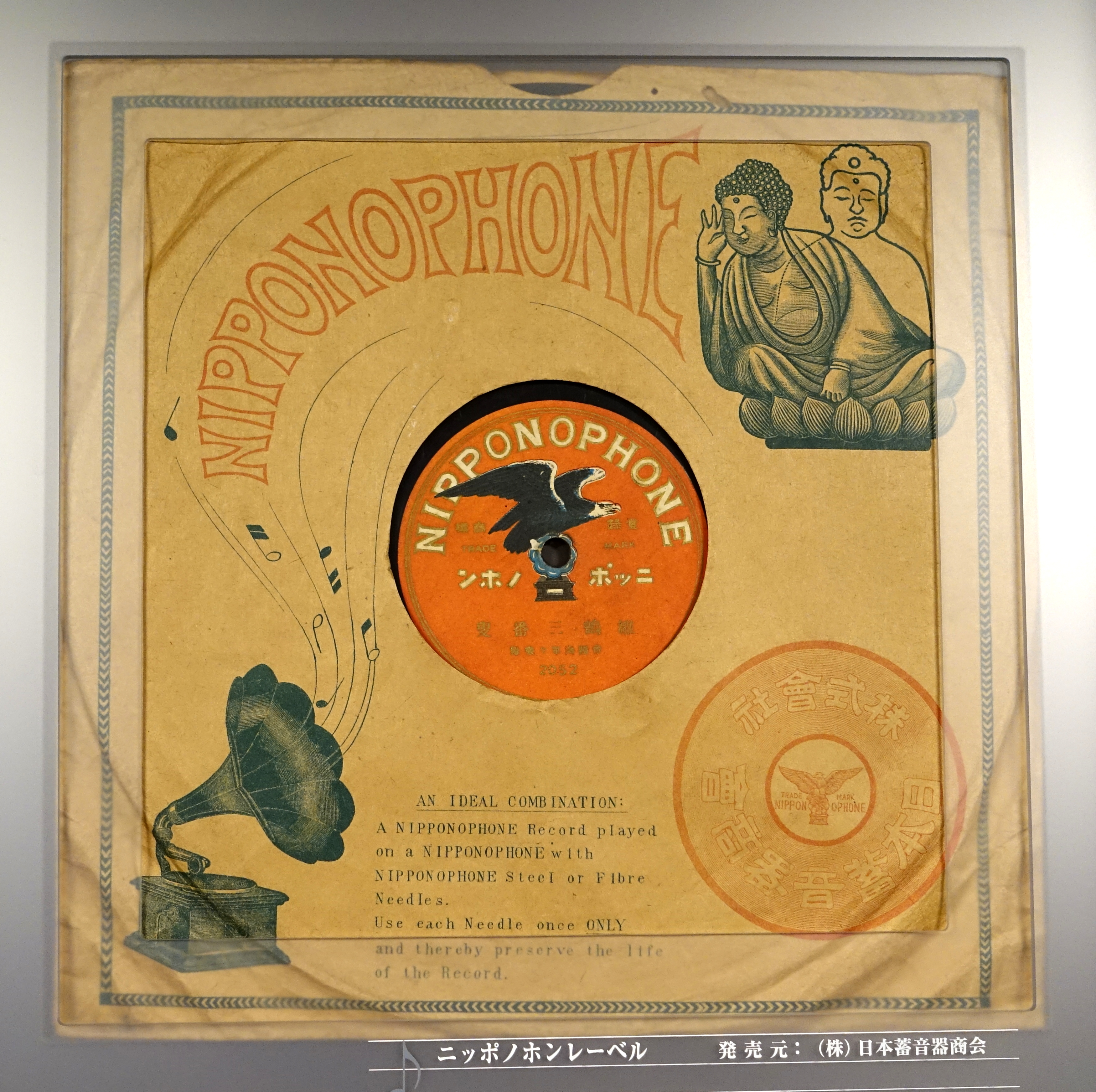
レコードと蓄音機の描かれたスリーブ（ニッポノホン、大正期[390]）
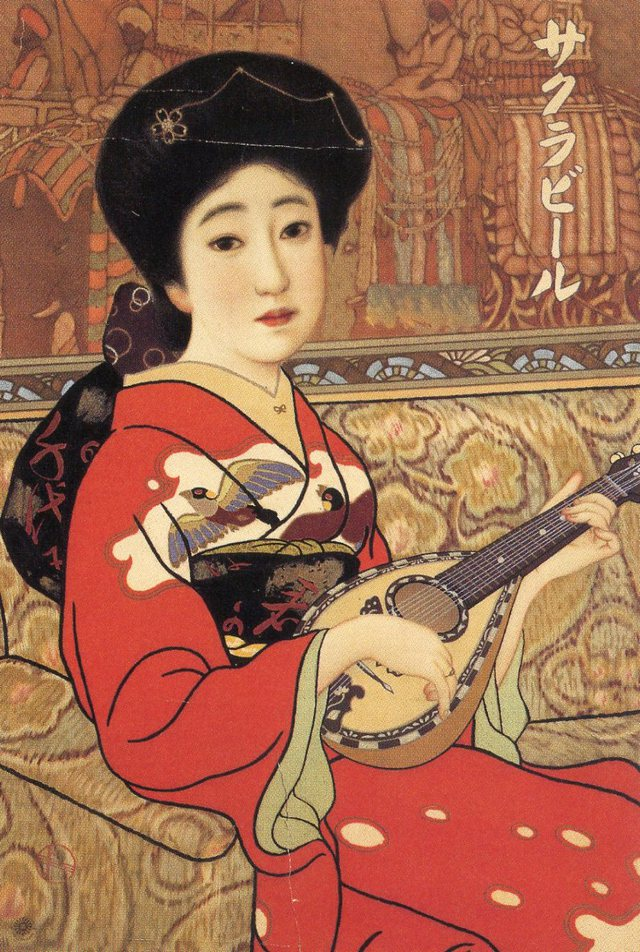
流行のマンドリン（大正5年ポスター、樋口富麻呂・画[391]）
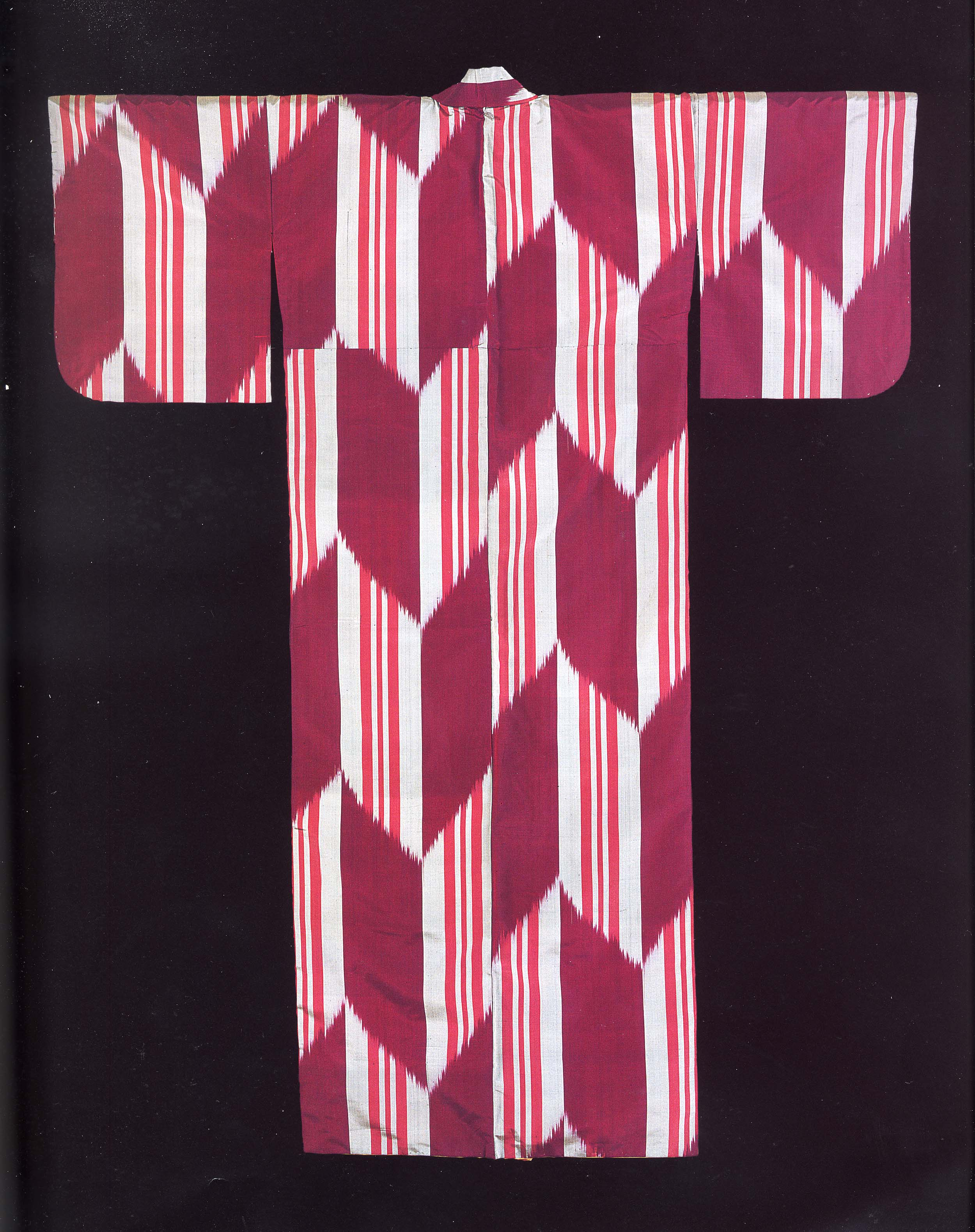
銘仙
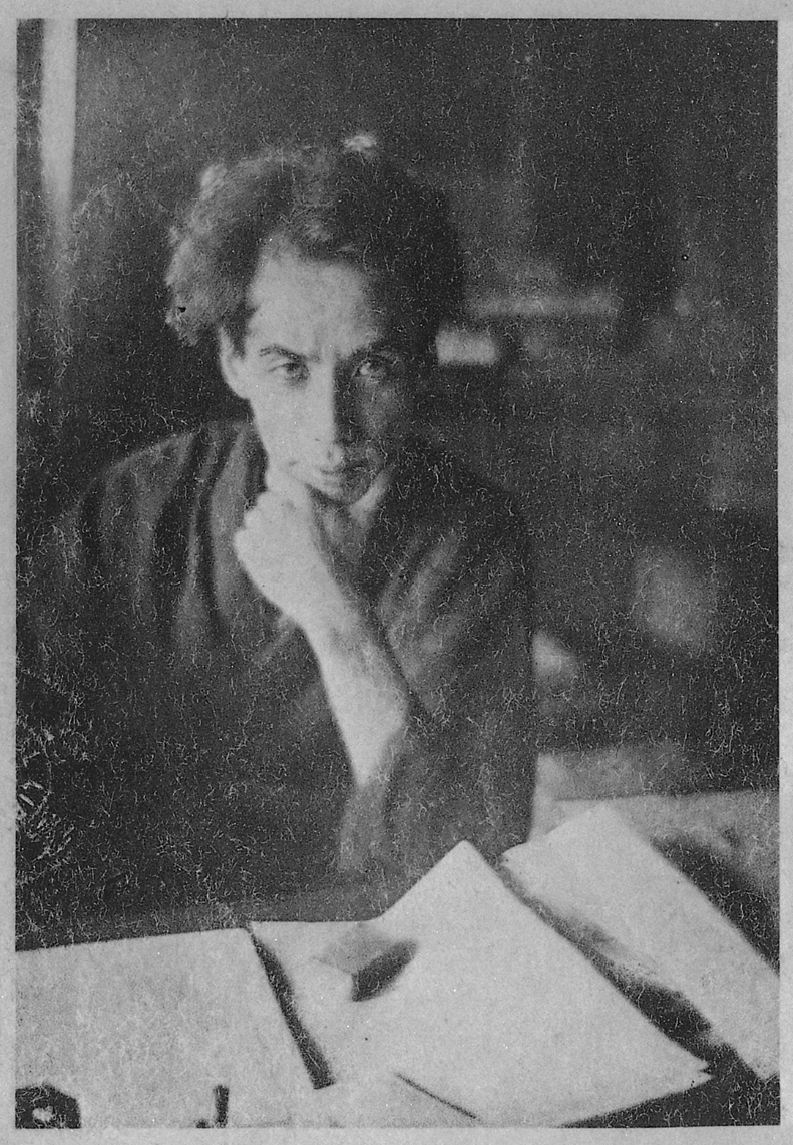
『大正野郎』の主人公が憧れる芥川龍之介のイメージ
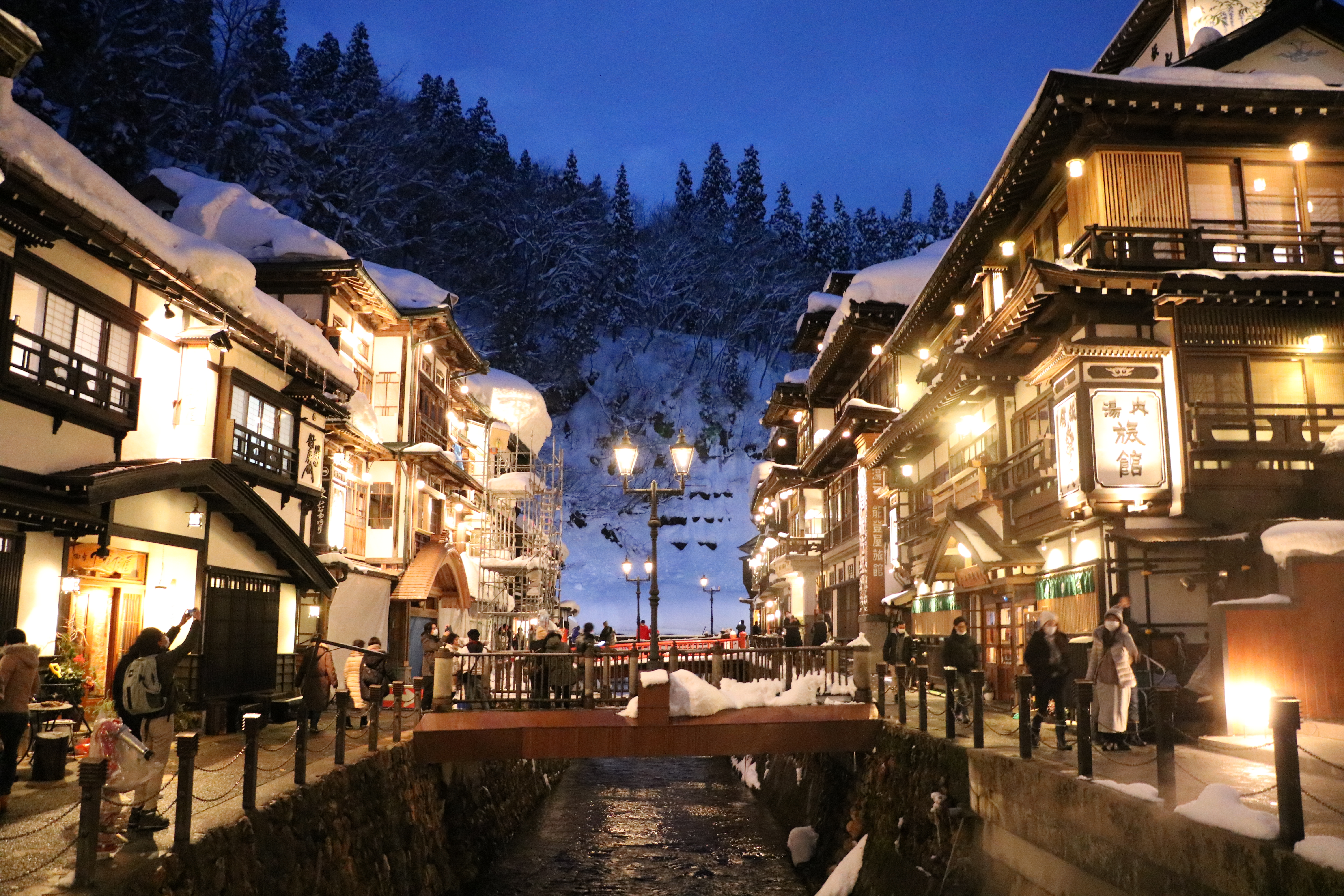
温泉街の景観を観光資源にする銀山温泉
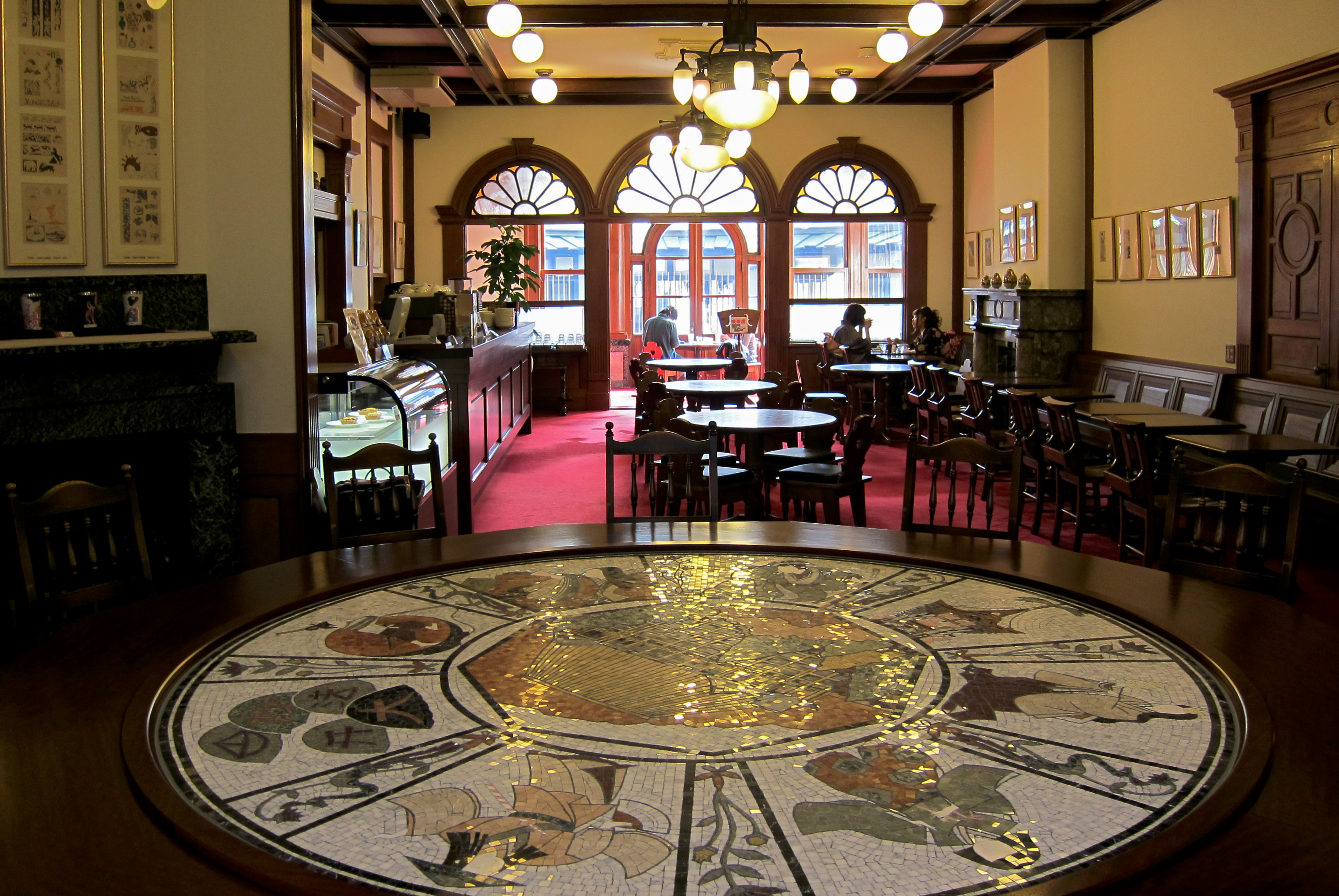
レストランとして運用される旧松風嘉定邸・五龍閣
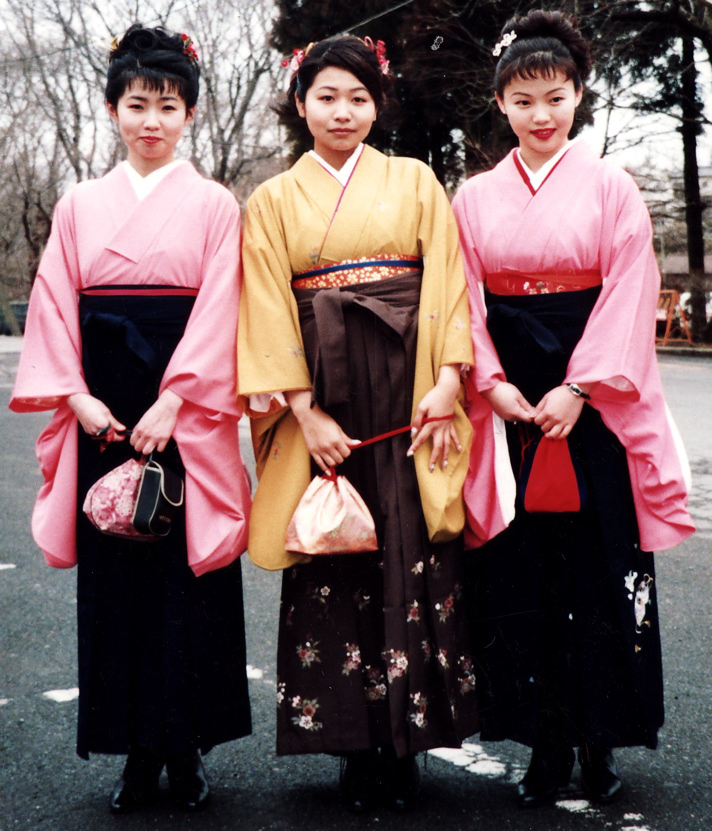
卒業式の袴姿（1996年）

## 大正デカダンス
大正デカダンスは、大正時代の退廃的な雰囲気を表す言葉。1980年代の『芸術新潮(1982)』『幻想文学(1988)』から使用されている。
谷川渥は大正ロマンを（例えば純愛のような）「正常、健康、法的規範」に位置付けることで、大正デカダンスの要素を「変態、病い、犯罪」と定義して、ロマンとデカダンスの密接な混合が大正文化の特徴であるとしている。東京国立近代美術館は画家・秦テルヲが1923年に記した日記を引用して、大正時代の雰囲気をロマン（抒情）とデカダン（頽廃）から解説した。
明治後期の閉塞感は、若年層を中心に煩悶とセンチメンタリズムを引き起こした。広津柳浪『残菊』を嚆矢に、上流社会で苦しむヒロインと夫婦愛を描いた徳冨蘆花『不如帰』の人気によって、肺病・結核は悲劇の素材になり、現実社会でも天才と美人の最期に結びついてロマン化していった。学生・藤村操の事件や、翻訳された『若きウェルテルの悩み』など、悩む若者の自殺を印象づける話題が同時代に重なり、人々の同情を誘うとともに同様の事案が相次いだ。大正時代に心中や情死は流行状態になり、大衆娯楽と自然主義文学の影響による犯罪増加と退廃が指摘されるようになる。
大正デカダンスを象徴する作家・作品として谷崎潤一郎、江戸川乱歩、横溝正史、夢野久作『ドグラ・マグラ』、甲斐庄楠音、稲垣仲静、岡本神草、映画『狂つた一頁』などが挙げられる。昭和初年のエロ・グロ・ナンセンスに連鎖していくともされる。